# Bundestagswahl 2025/Wahlergebnisse nach Wahlkreisen

Erststimmenmehrheiten in den Wahlkreisen

Bundestagswahl 2025 – Wahlergebnisse nach Wahlkreisen (Erststimmen).

## Wahlergebnisse
Diese Tabellen zeigen die Parteien, die (1) im Bundestag vertreten sind und (2) in mindestens 15 % der Bundestagswahlkreise antraten.

### Schleswig-Holstein
| N.  | Wahlkreis                          | CDU                                 | CDU  | AfD                     | AfD  | SPD                      | SPD  | Grüne                          | Grüne | Linke                       | Linke | FDP                             | FDP | Sonstige |
| N.  | Wahlkreis                          | Kandidat                            | %    | Kandidat                | %    | Kandidat                 | %    | Kandidat                       | %     | Kandidat                    | %     | Kandidat                        | %   | Sonstige |
| --- | ---------------------------------- | ----------------------------------- | ---- | ----------------------- | ---- | ------------------------ | ---- | ------------------------------ | ----- | --------------------------- | ----- | ------------------------------- | --- | -------- |
| 001 | Flensburg – Schleswig              | Petra Nicolaisen (unbesetzt)        | 26,5 | Martin Neubauer         | 15,0 | Johanna Helene Selbert   | 14,8 | Robert Habeck                  | 22,6  | Lorenz Gösta Beutin         | 5,4   | Christoph Georgios Anastasiadis | 2,3 | 13,3     |
| 002 | Nordfriesland – Dithmarschen Nord  | Leif Bodin                          | 32,7 | Kurt Kleinschmidt       | 16,0 | Truels Reichardt         | 20,4 | Denise Loop                    | 10,9  | Lars Thiele-Kensbock        | 5,2   | Gyde Jensen-Bornhöft            | 3,8 | 11,1     |
| 003 | Steinburg – Dithmarschen Süd       | Mark Helfrich                       | 35,0 | Ralf Kirbach            | 20,4 | Hauke Christian Thießen  | 21,1 | Fabian Arthur Friedrich Faller | 9,9   | Tobias Braunsdorf           | 6,0   | Michael Wamser                  | 3,9 | 3,6      |
| 004 | Rendsburg-Eckernförde              | Johann David Walter Rudolf Wadephul | 32,8 | Gereon Bollmann         | 15,4 | Felix Wilsberg           | 21,2 | Monika Marianne Wegener        | 11,9  | Mark Hintz                  | 5,1   | Wolfgang Joachim Kubicki        | 4,8 | 8,9      |
| 005 | Kiel                               | Magdalena Wanda Drewes              | 21,0 | Hubert Pinto de Kraus   | 10,7 | Christina Marie Schubert | 22,1 | Luise Amtsberg                 | 26,0  | Tamara Mazzi                | 9,6   | Maximilian Mordhorst            | 2,9 | 7,6      |
| 006 | Plön – Neumünster                  | Sandra Carstensen                   | 32,7 | Andreas Preuß           | 17,8 | Kristian Klinck          | 24,0 | Juliane Michel-Weichenthal     | 13,3  | Lennart Elias Niemeyer      | 5,4   | Christian Zidorn                | 3,3 | 3,5      |
| 007 | Pinneberg                          | Daniel Kölbl                        | 31,8 | Burghard Schalhorn      | 15,3 | Ralf Alexander Stegner   | 25,0 | Ann Christin Hahn              | 12,8  | Karin Silke Kunkel          | 6,4   | Philipp Rösch                   | 3,9 | 5,0      |
| 008 | Segeberg – Stormarn-Mitte          | Melanie Bernstein                   | 32,3 | Sven Wendorf            | 17,2 | Bengt Bergt              | 24,5 | Julia Dorandt                  | 11,8  | Herrmann von Prüssing       | 6,0   | Nora Grundmann                  | 4,5 | 3,7      |
| 009 | Ostholstein – Stormarn-Nord        | Sebastian Schmidt                   | 34,8 | Volker Schnurrbusch     | 17,3 | Bettina Hagedorn         | 25,4 | Annette Granzin                | 10,4  | Susanne Spethmann           | 5,5   | Tobias Maack                    | 3,6 | 2,9      |
| 010 | Herzogtum Lauenburg – Stormarn-Süd | Henri Schmidt                       | 32,7 | Arnulf Andreas Fröhlich | 17,1 | Nina Scheer              | 23,4 | Konstantin von Notz            | 14,0  | Marc-André Thore Bornkessel | 5,9   | Johannes-Konstantin Basler      | 3,6 | 3,2      |
| 011 | Lübeck                             | Nils Christopher Lötsch             | 23,8 | Kerstin Przygodda       | 15,5 | Tim Klüssendorf          | 28,1 | Bruno Hönel                    | 19,4  | Andreas Müller              | 7,2   | Robert Paul Günter Schörck      | 2,8 | 3,2      |

### Mecklenburg-Vorpommern
| N.  | Wahlkreis                                                             | CDU               | CDU  | AfD                            | AfD  | SPD                       | SPD  | Grüne                    | Grüne | Linke                   | Linke | FDP                   | FDP | Sonstige |
| N.  | Wahlkreis                                                             | Kandidat          | %    | Kandidat                       | %    | Kandidat                  | %    | Kandidat                 | %     | Kandidat                | %     | Kandidat              | %   | Sonstige |
| --- | --------------------------------------------------------------------- | ----------------- | ---- | ------------------------------ | ---- | ------------------------- | ---- | ------------------------ | ----- | ----------------------- | ----- | --------------------- | --- | -------- |
| 012 | Schwerin – Ludwigslust-Parchim I – Nordwestmecklenburg I              | Dietrich Monstadt | 20,9 | Leif-Erik Holm                 | 35,9 | Reem Alabali-Radovan      | 20,1 | Miroslava Zahradníčková  | 3,3   | Ina Latendorf           | 12,7  | Paul-Christian Schulz | 2,9 | 4,3      |
| 013 | Ludwigslust-Parchim II – Nordwestmecklenburg II – Landkreis Rostock I | Simone Borchardt  | 20,4 | Christoph Herbert Walter Grimm | 36,9 | Frank Michael Junge       | 21,5 | Sebastian Gerhard Hüller | 3,6   | Horst Krumpen           | 11,2  | Jens Tilo Kaufmann    | 2,7 | 3,8      |
| 014 | Rostock – Landkreis Rostock II                                        | Michael Ebert     | 19,4 | Steffi Burmeister (unbesetzt)  | 26,8 | Katrin Zschau             | 16,9 | Felix Winter             | 5,3   | Dietmar Gerhard Bartsch | 25,6  | Kai-Uwe Richter       | 2,8 | 3,1      |
| 015 | Vorpommern-Rügen – Vorpommern-Greifswald I                            | Georg Günther     | 21,2 | Dario Seifert                  | 37,3 | Anna Katharina Kassautzki | 14,6 | Claudia Heike Müller     | 4,9   | Hennis Herbst           | 13,3  | Niklas Wagner         | 2,6 | 6,1      |
| 016 | Mecklenburgische Seenplatte I – Vorpommern-Greifswald II              | Philipp Amthor    | 19,9 | Enrico Komning                 | 45,2 | Erik von Malottki         | 13,8 | Katharina Horn           | 2,3   | Amina Inèz Kanew        | 10,8  | Christian Bartelt     | 3,5 | 4,5      |
| 017 | Mecklenburgische Seenplatte II – Landkreis Rostock III                | Stephan Bunge     | 19,4 | Ulrike Schielke-Ziesing        | 41,1 | Johannes Arlt             | 19,6 | Jana Klinkenberg         | 2,1   | Niklas Hehenkamp        | 10,7  | Christoph Stitz       | 2,7 | 4,4      |

### Hamburg
| N.  | Wahlkreis                   | CDU                                     | CDU  | AfD                           | AfD  | SPD                         | SPD  | Grüne                             | Grüne | Linke                      | Linke | FDP                           | FDP | Sonstige |
| N.  | Wahlkreis                   | Kandidat                                | %    | Kandidat                      | %    | Kandidat                    | %    | Kandidat                          | %     | Kandidat                   | %     | Kandidat                      | %   | Sonstige |
| --- | --------------------------- | --------------------------------------- | ---- | ----------------------------- | ---- | --------------------------- | ---- | --------------------------------- | ----- | -------------------------- | ----- | ----------------------------- | --- | -------- |
| 018 | Hamburg-Mitte               | Christoph Bernhard de Vries             | 17,0 | Nicole Jordan                 | 10,6 | Falko Droßmann              | 27,4 | Emilia Johanna Fester             | 21,5  | Marinus Johannes Stehmeier | 16,5  | Max Hauptmann                 | 3,5 | 3,5      |
| 019 | Hamburg-Altona              | Kaja Christine Steffens                 | 21,2 | Bernd Baumann                 | 7,6  | Sören Maximilian Platten    | 23,4 | Linda Heitmann                    | 27,5  | Norbert Hackbusch          | 16,0  | Bo Müller                     | 3,4 | 0,9      |
| 020 | Hamburg-Eimsbüttel          | Roland Heintze                          | 20,9 | Alexander Herbert Wolf        | 7,7  | Wolfgang Walter Schmidt     | 26,0 | Till Benjamin Steffen             | 27,8  | Nikolai Drews              | 12,6  | Ria Irmtraut Claudia Schröder | 4,0 | 0,9      |
| 021 | Hamburg-Nord                | Christoph Johannes Ploß                 | 28,1 | Eckbert Ollrick Morten Sachse | 8,1  | Dorothee Katja Julia Martin | 26,6 | Katharina Barbara Maria Beck      | 22,7  | Rachid Messaoudi           | 7,9   | Robert Bläsing                | 3,7 | 2,9      |
| 022 | Hamburg-Wandsbek            | Franziska Christina Brigitte Hoppermann | 24,7 | Peggy Petra Heitmann          | 14,5 | Saliha Aydan Özoğuz         | 32,3 | Manuel Ferdinand Theodor Sarrazin | 13,0  | Thomas Iwan                | 10,6  | Martina Gruhn-Bilic           | 3,2 | 1,6      |
| 023 | Hamburg-Bergedorf – Harburg | Clara-Sophie Groß                       | 21,4 | Reinhard Krohn                | 17,6 | Metin Hakverdi              | 32,2 | Lenka Alžběta Brodbeck            | 11,6  | Mark Patrick Roach         | 11,5  | Sylwester Ciba                | 2,5 | 3,2      |

### Niedersachsen
| N.  | Wahlkreis                                  | CDU                               | CDU  | AfD                               | AfD  | SPD                                         | SPD  | Grüne                          | Grüne | Linke                              | Linke | FDP                             | FDP | Sonstige |
| N.  | Wahlkreis                                  | Kandidat                          | %    | Kandidat                          | %    | Kandidat                                    | %    | Kandidat                       | %     | Kandidat                           | %     | Kandidat                        | %   | Sonstige |
| --- | ------------------------------------------ | --------------------------------- | ---- | --------------------------------- | ---- | ------------------------------------------- | ---- | ------------------------------ | ----- | ---------------------------------- | ----- | ------------------------------- | --- | -------- |
| 024 | Aurich – Emden                             | Joachim Lübbo Kleen               | 22,1 | Arno Arndt                        | 20,2 | Johann Saathoff                             | 41,2 | Gunnar Karl Heinrich Ott       | 5,0   | Johann Reinhard Hinrich Erdwiens   | 5,8   | Hendrik Hartmann                | 2,3 | 3,4      |
| 025 | Unterems                                   | Gitta Connemann                   | 40,5 | Martina Uhr                       | 20,3 | Anja Gerlinde Troff-Schaffarzyk             | 22,5 | Julian Nils Christoph Pahlke   | 7,0   | Michel Lucas Rolandi               | 5,5   | Ferhat Asi                      | 2,5 | 1,6      |
| 026 | Friesland – Wilhelmshaven – Wittmund       | Anne Janssen                      | 26,8 | Martin Johannes Sichert           | 19,7 | Siemtje Victoria Regine Ilse Santjer Möller | 35,4 | Ulrike Maus                    | 5,8   | Vincent Walter Janßen              | 5,5   | Robert Wegener                  | 2,7 | 4,2      |
| 027 | Oldenburg – Ammerland                      | Stephan Theodor Johannes Albani   | 24,0 | Andreas Michael Paul              | 13,0 | Dennis Rohde                                | 34,4 | Alaa Alhamwi                   | 14,9  | Arne Norman Brix                   | 8,1   | Carsten Helms                   | 3,1 | 2,5      |
| 028 | Delmenhorst – Wesermarsch – Oldenburg-Land | Bastian Alfons Ernst              | 29,3 | Kay-Helge Kanstein                | 19,2 | Hamza Atilgan                               | 26,5 | Christina-Johanne Schröder     | 9,8   | Christian Suhr                     | 6,9   | Christian Dürr                  | 5,6 | 2,7      |
| 029 | Cuxhaven – Stade II                        | Christoph Frauenpreiß             | 32,7 | Sebastian Sieg                    | 19,8 | Daniel Dominik Schneider                    | 30,5 | Christopher Jesse              | 7,2   | Hilke Katharina Antonie Hochheiden | 5,2   | Günter Ernst Wichert            | 2,7 | 2,0      |
| 030 | Stade I – Rotenburg II                     | Vanessa-Kim Zobel                 | 36,3 | Marie-Thérèse Kaiser              | 18,0 | Frauke Johanna Langen                       | 25,6 | Joachim Fuchs                  | 9,8   | Benjamin Koch-Böhnke               | 6,2   | Jan Hendrik Koepke              | 2,8 | 1,3      |
| 031 | Mittelems                                  | Albert Stegeman                   | 43,8 | Danny Meiners                     | 14,1 | Daniela Friederike De Ridder                | 24,5 | Jeremy Zgrzebski               | 7,3   | Dirk Niklas Wörsdörfer             | 5,1   | Jens Beeck                      | 3,5 | 1,7      |
| 032 | Cloppenburg – Vechta                       | Silvia Maria Breher               | 45,8 | Sven Horst Sager                  | 20,6 | Alexander Bartz                             | 17,5 | Marius Michael Meyer           | 6,1   | Uwe Heinz Meyer                    | 5,1   | Paul Otto Lanwer                | 3,3 | 1,6      |
| 033 | Diepholz – Nienburg I                      | Axel Knoerig                      | 35,4 | Andreas-Dieter Iloff              | 17,0 | Peggy Schierenbeck                          | 27,5 | Thomas Heidemann               | 8,1   | Michael Barth                      | 6,0   | Heike Hannker                   | 3,3 | 2,8      |
| 034 | Osterholz – Verden                         | Andreas Mattfeldt                 | 35,9 | Susanne Rosilius                  | 17,0 | Özge Kadah                                  | 24,8 | Lena Maria Gumnior             | 11,2  | Herbert Diedrich Behrens           | 6,7   | Gero Clemens Hocker             | 3,0 | 1,4      |
| 035 | Rotenburg I – Heidekreis                   | Vivian Tauschwitz                 | 27,3 | Omid Najafi                       | 19,3 | Lars Klingbeil                              | 42,1 | Canina Gloria-Maria Ruzicka    | 5,4   | —                                  | —     | Gurdan Singh Kerti              | 2,4 | 3,6      |
| 036 | Harburg                                    | Cornell-Anette Babendererde       | 33,2 | Henning Schwieger                 | 16,6 | Svenja Stadler                              | 26,3 | Frerk Meyer                    | 10,6  | Steffen Wetzel                     | 5,9   | Ingmar Nicolas Günter Schmidt   | 3,5 | 3,9      |
| 037 | Lüchow-Dannenberg – Lüneburg               | Marco Schulze                     | 26,3 | Michael Werner Teixeira Gonçalves | 15,5 | Jakob Blankenburg                           | 27,8 | Julia Maria Kornelia Verlinden | 16,4  | Marianne Esders                    | 7,1   | Cornelius Paul Alexander Grimm  | 2,5 | 4,3      |
| 038 | Osnabrück-Land                             | Lutz Brinkmann                    | 36,6 | Marcel Queckemeyer                | 18,0 | Anke Hennig                                 | 24,2 | Filiz Polat                    | 10,1  | Erik Frerker                       | 5,7   | Lutz Haunhorst                  | 2,9 | 2,5      |
| 039 | Stadt Osnabrück                            | Mathias Middelberg                | 29,7 | Florian Fritz Meyer               | 11,4 | Thomas Heinrich Peter Vaupel                | 28,2 | Luca Theresa Wirkus            | 13,7  | Heidi Reichinnek                   | 11,8  | Daniel Benjamin Jutzi           | 2,6 | 2,7      |
| 040 | Nienburg II – Schaumburg                   | Matthias Florian Wehrung          | 28,6 | Rocco Kever                       | 20,1 | Marja-Liisa Völlers                         | 31,7 | Sven Marcell Frings-Michalek   | 7,5   | Anne-Mieke Bremer                  | 5,5   | Fabian Horn                     | 2,8 | 3,7      |
| 041 | Stadt Hannover I                           | Michaela Rosemarie Menschel       | 23,0 | Jörn Harald König                 | 13,1 | Adis Ahmetović                              | 34,1 | Timon Michele Dzienus          | 15,7  | Martina Hamich                     | 8,5   | Joris-Colin Stietenroth         | 2,8 | 2,8      |
| 042 | Stadt Hannover II                          | Fabian Hans Julius Florian Becker | 17,8 | Micha Sebastian Fehre             | 10,2 | Boris Ludwig Pistorius                      | 36,2 | Swantje Henrike Michaelsen     | 19,1  | Maren Kaminski                     | 11,3  | Robert Reinhardt-Klein          | 2,4 | 2,9      |
| 043 | Hannover-Land I                            | Hendrik Hoppenstedt               | 34,8 | Dirk Brandes                      | 17,4 | Rebecca Schamber                            | 27,4 | Jessica Peine                  | 9,5   | Volker Horst Napp                  | 5,5   | Jelger Gereon Tosch             | 2,7 | 2,8      |
| 044 | Celle – Uelzen                             | Henning Rudolf Helmut Otte        | 35,2 | Thomas Ehrhorn                    | 20,1 | Anna Helga Angela Hohmann                   | 23,1 | Daniel Oliver Beer             | 9,3   | Manuela Mast                       | 5,9   | Anja Schulz                     | 3,4 | 3,0      |
| 045 | Gifhorn – Peine                            | Marian Meyer                      | 27,9 | Robert Georg Preuß                | 21,3 | Wolfgang-Hubertus Ernst Ulrich Heil         | 33,9 | Danny Prieske                  | 6,4   | Victor Alexander Sherazee          | 5,0   | Dirk-Heinrich Heuer             | 2,6 | 2,9      |
| 046 | Hameln-Pyrmont – Holzminden                | Mareike Lotte Wulf                | 28,6 | Cornelius Karlheinz Gerd Volker   | 20,9 | Johannes Schraps                            | 33,0 | Helge Stefan Limburg           | 7,2   | Felix Gabriel Bergmann             | 5,4   | Wilhelm Carl Christian Ahlswede | 3,2 | 1,8      |
| 047 | Hannover-Land II                           | Tilman Moritz Kuban               | 30,0 | Stefan Henze                      | 17,2 | Matthias Miersch                            | 31,8 | Michael Steinke                | 8,9   | Dirk Martin Tegtmeyer              | 5,5   | Annette Sturm-Werner            | 2,5 | 4,0      |
| 048 | Hildesheim                                 | Justus Lüder                      | 29,3 | Thorsten Althaus                  | 18,2 | Daniela Rump                                | 30,7 | Ottmar Wilhelm von Holtz       | 9,4   | Maik Herbert Brückner              | 6,9   | Tim Heckeroth                   | 2,5 | 2,9      |
| 049 | Salzgitter – Wolfenbüttel                  | Reza Asghari                      | 28,3 | Angela Rudzka                     | 21,3 | Dunja Eleonore Angelika Kreiser             | 30,6 | Lena Krause                    | 6,9   | Cem Hamit Ince                     | 7,0   | Kevin Paul Gewalt               | 2,5 | 3,3      |
| 050 | Braunschweig                               | Carsten Müller                    | 24,7 | Mirco Karsten Hanker              | 13,3 | Christos Pantazis                           | 33,4 | Lisa-Marie Jalyschko           | 14,3  | Leon Huesmann                      | 8,2   | Anikó Glogowski-Merten          | 2,9 | 3,2      |
| 051 | Helmstedt – Wolfsburg                      | Alexander Jordan                  | 30,9 | Thomas Schlick                    | 22,3 | Benjamin Stern                              | 28,5 | Marcel Richter                 | 6,8   | Julian Böhm                        | 6,2   | Mats-Ole Maretzke               | 3,2 | 2,0      |
| 052 | Goslar – Northeim – Göttingen II           | Constantin Weigel                 | 30,3 | Waldemar Rau                      | 19,8 | Frauke Heiligenstadt                        | 30,4 | Karoline Otte                  | 7,7   | Uta Peggy Plettner-Voigt           | 6,0   | Ali Abo Hamoud                  | 2,6 | 3,2      |
| 053 | Göttingen I                                | Fritz Güntzler                    | 29,1 | Erik Heß                          | 14,2 | Thorsten Heinze                             | 25,6 | Viola von Cramon-Taubadel      | 15,4  | Thomas Eilt Goes                   | 9,1   | Konstantin Elias Kuhle          | 3,6 | 2,9      |

### Bremen
| N.  | Wahlkreis               | CDU             | CDU  | AfD                    | AfD  | SPD                                 | SPD  | Grüne                   | Grüne | Linke                             | Linke | FDP                  | FDP | Sonstige |
| N.  | Wahlkreis               | Kandidat        | %    | Kandidat               | %    | Kandidat                            | %    | Kandidat                | %     | Kandidat                          | %     | Kandidat             | %   | Sonstige |
| --- | ----------------------- | --------------- | ---- | ---------------------- | ---- | ----------------------------------- | ---- | ----------------------- | ----- | --------------------------------- | ----- | -------------------- | --- | -------- |
| 054 | Bremen I                | Thomas Röwekamp | 24,0 | Sergej Minich          | 11,8 | Ulrike Elisabeth Hiller (unbesetzt) | 25,2 | Kirsten Kappert-Gonther | 18,9  | Doris Maria Achelwilm             | 13,4  | Volker Hans Redder   | 2,9 | 3,8      |
| 055 | Bremen II – Bremerhaven | Sandra Schmull  | 21,0 | Arno Heinz Staschewski | 19,4 | Uwe Schmidt                         | 30,3 | Michael Labetzke        | 10,9  | Dariush Hassanpour Fard Khorashad | 12,1  | Tiara Sonja Behrmann | 2,6 | 3,7      |

### Brandenburg
| N.  | Wahlkreis                                                                          | CDU                              | CDU  | AfD                         | AfD  | SPD                         | SPD  | Grüne                            | Grüne | Linke               | Linke | FDP                           | FDP | Sonstige |
| N.  | Wahlkreis                                                                          | Kandidat                         | %    | Kandidat                    | %    | Kandidat                    | %    | Kandidat                         | %     | Kandidat            | %     | Kandidat                      | %   | Sonstige |
| --- | ---------------------------------------------------------------------------------- | -------------------------------- | ---- | --------------------------- | ---- | --------------------------- | ---- | -------------------------------- | ----- | ------------------- | ----- | ----------------------------- | --- | -------- |
| 056 | Prignitz – Ostprignitz-Ruppin – Havelland I                                        | Sebastian Steineke               | 19,6 | Götz Gerald Ulrich Frömming | 38,9 | Wiebke Papenbrock           | 22,2 | Martin Wandrey                   | 3,1   | Daniel Irrgang      | 10,5  | Marie Luise Ulrike Kretschmer | 2,2 | 3,5      |
| 057 | Uckermark – Barnim I                                                               | Ulrike Mauersberger              | 18,3 | Hannes Gnauck               | 38,3 | Stefan Zierke               | 19,4 | Michael Kellner                  | 3,9   | Isabelle Czok-Alm   | 12,2  | Mike Menzel                   | 2,4 | 5,6      |
| 058 | Oberhavel – Havelland II                                                           | Uwe Wolfgang Werner Feiler       | 24,8 | Andreas Galau (unbesetzt)   | 30,8 | Ariane Fäscher              | 20,0 | Linda Weiß                       | 6,6   | Annabell Rattmann   | 9,5   | Ralf Tiedemann                | 2,9 | 5,3      |
| 059 | Märkisch-Oderland – Barnim II                                                      | Rene Kaplick                     | 18,1 | René Springer               | 36,1 | Simona Marion Koß           | 18,7 | Anton Paul Wulke                 | 4,0   | Carolin Schönwald   | 13,3  | Wolfgang Willy Karl Schure    | 2,5 | 7,3      |
| 060 | Brandenburg an der Havel – Potsdam-Mittelmark I – Havelland III – Teltow-Fläming I | Saskia Ludwig                    | 19,4 | Arne Onni Raue              | 33,6 | Sonja Katharina Eichwede    | 25,8 | Sylvana Specht                   | 3,7   | Christin Willnat    | 10,9  | Matti Karstedt                | 2,3 | 4,2      |
| 061 | Potsdam – Potsdam-Mittelmark II – Teltow-Fläming II                                | Tabea Gutschmidt                 | 20,6 | Alexander Tassis            | 19,0 | Olaf Scholz                 | 21,8 | Annalena Charlotte Alma Baerbock | 15,9  | Isabelle Vandre     | 13,8  | Linda Teuteberg               | 4,0 | 5,0      |
| 062 | Dahme-Spreewald – Teltow-Fläming III                                               | Jana Schimke                     | 23,8 | Steffen Kotré               | 33,6 | Anja Margarete Soheam       | 17,6 | Andrea Lübcke                    | 5,2   | Robert Kosin        | 11,3  | Jean-Paul Kley                | 2,5 | 6,0      |
| 063 | Frankfurt (Oder) – Oder-Spree                                                      | Désirée Schrade                  | 18,8 | Rainer Herbert Galla        | 38,2 | Mathias Papendieck          | 20,8 | Jelle Jurrie Kuiper              | 3,0   | Leon Turi Kley      | 11,3  | Richard Wilhelm Hennicke      | 2,4 | 5,5      |
| 064 | Cottbus – Spree-Neiße                                                              | Michael Horst Günter Rabes       | 17,3 | Lars Schieske               | 42,0 | Maja Scarlett Wallstein     | 23,3 | —                                | —     | Christian Görke     | 9,8   | Robert Kellner                | 2,7 | 4,8      |
| 065 | Elbe-Elster – Oberspreewald-Lausitz                                                | Knut Friedrich Alexander Abraham | 18,3 | Birgit Irene Bessin         | 43,0 | Hannes Artur Gerhard Walter | 16,6 | Jenifer Howel                    | 2,0   | Klaus-Günter Karich | 12,0  | Johannes Sven Hänig           | 2,9 | 5,3      |

### Sachsen-Anhalt
| N.  | Wahlkreis                    | CDU                 | CDU  | AfD                          | AfD  | SPD               | SPD  | Grüne                 | Grüne | Linke            | Linke | FDP                       | FDP | Sonstige |
| N.  | Wahlkreis                    | Kandidat            | %    | Kandidat                     | %    | Kandidat          | %    | Kandidat              | %     | Kandidat         | %     | Kandidat                  | %   | Sonstige |
| --- | ---------------------------- | ------------------- | ---- | ---------------------------- | ---- | ----------------- | ---- | --------------------- | ----- | ---------------- | ----- | ------------------------- | --- | -------- |
| 066 | Altmark – Jerichower Land    | Gerry Weber         | 22,0 | Thomas Korell                | 39,2 | Herbert Wollmann  | 16,0 | Miriam Bettina Zeller | 2,8   | Nadja Lüttich    | 12,6  | Marcus Faber              | 3,4 | 4,0      |
| 067 | Börde – Salzlandkreis        | Anna Aeikens        | 22,4 | Jan Wenzel Schmidt           | 43,2 | Franziska Kersten | 13,6 | Sandra Bauer          | 2,2   | David Schliesing | 10,6  | Amy Schneider             | 2,7 | 5,3      |
| 068 | Harz                         | Artjom Pusch        | 23,5 | Christina Baum               | 39,0 | Florian Fahrtmann | 14,0 | Kathrin Grub          | 3,3   | Karsten Lippmann | 11,9  | Max Henrik Schröder       | 2,2 | 6,1      |
| 069 | Magdeburg                    | Tino Sorge          | 23,1 | Claudia Weiss                | 32,2 | Martin Kröber     | 17,2 | Peter Dittmann        | 6,0   | Dennis Jannack   | 14,9  | Robin Kai Pascal Neubauer | 2,7 | 3,9      |
| 070 | Anhalt – Dessau – Wittenberg | Sepp Müller         | 29,5 | Volker Klaus Bernd Scheurell | 38,6 | Diana Bäse        | 10,5 | Steffi Lemke          | 4,8   | Doreen Hainich   | 10,2  | Henning Konrad Fliß       | 2,1 | 4,3      |
| 071 | Halle                        | Christoph Bernstiel | 22,3 | Alexander Raue (unbesetzt)   | 30,6 | Eric Eigendorf    | 18,0 | Jan Luca Samuel Salis | 5,5   | Janina Böttger   | 16,2  | Yana Mark                 | 2,9 | 4,5      |
| 072 | Burgenland – Saalekreis      | Dieter Stier        | 24,2 | Martin Reichardt             | 44,4 | Norman Steigleder | 10,1 | Enrico Gemsa          | 2,4   | Michael Scholz   | 10,9  | Moritz Eichelmann         | 3,0 | 5,0      |
| 073 | Mansfeld                     | Frank Wyszkowski    | 21,2 | Kay-Uwe Ziegler              | 43,8 | Aick Pietschmann  | 10,7 | Marco Beckmann        | 2,0   | Matthias Schütz  | 12,3  | Jan Czekanowski           | 3,4 | 6,6      |

### Berlin
| N.  | Wahlkreis                                             | CDU                         | CDU  | AfD                                        | AfD  | SPD                          | SPD  | Grüne                      | Grüne | Linke                    | Linke | FDP                               | FDP | Sonstige |
| N.  | Wahlkreis                                             | Kandidat                    | %    | Kandidat                                   | %    | Kandidat                     | %    | Kandidat                   | %     | Kandidat                 | %     | Kandidat                          | %   | Sonstige |
| --- | ----------------------------------------------------- | --------------------------- | ---- | ------------------------------------------ | ---- | ---------------------------- | ---- | -------------------------- | ----- | ------------------------ | ----- | --------------------------------- | --- | -------- |
| 074 | Berlin-Mitte                                          | Lasse Hansen                | 14,3 | Jens-Hermann Priegnitz                     | 8,5  | Annika Gisela Klose          | 16,7 | Hanna Skrollan Steinmüller | 25,3  | Ottavia Stella Merendino | 24,0  | Andreas Schaumayer                | 2,9 | 8,4      |
| 075 | Berlin-Pankow                                         | Franziska Dezember          | 16,2 | Ronald Karl Gläser                         | 16,9 | Alexandra Wend               | 13,3 | Julia Schneider            | 25,8  | Maximilian Schirmer      | 22,9  | Daniela Katrin Kluckert           | 2,7 | 2,2      |
| 076 | Berlin-Reinickendorf                                  | Marvin Schulz               | 30,9 | Sebastian Maack                            | 18,0 | Julian Gregor Holter         | 21,9 | Klara Josephine Schedlich  | 12,9  | Katina Schubert          | 11,8  | Marius Strubenhoff                | 3,6 | 0,9      |
| 077 | Berlin-Spandau – Charlottenburg Nord                  | Bernhard Jürgen Schodrowski | 26,1 | Andreas Otti                               | 19,7 | Helmut Heinrich Kleebank     | 27,5 | Gollaleh Ahmadi            | 9,3   | Hans-Ulrich Riedel       | 11,4  | Dominik Marko Falk Hamann         | 3,3 | 2,7      |
| 078 | Berlin-Steglitz-Zehlendorf                            | Adrian Grasse               | 30,7 | Peer Lars Döhnert                          | 10,3 | Ruppert Fritz Johannes Stüwe | 22,4 | Nina Elisabeth Stahr       | 22,1  | Marcus Dirk Otto         | 8,8   | Hanns-Henning Kurt Reimer Krumrey | 4,1 | 1,6      |
| 079 | Berlin-Charlottenburg-Wilmersdorf                     | Lukas Albrecht Krieger      | 26,3 | Martin Christian Thomas Kohler             | 8,6  | Michael Müller               | 23,7 | Elisabeth Maria Paus       | 24,0  | Niklas Schenker          | 11,1  | Christoph Werner Meyer            | 4,4 | 1,9      |
| 080 | Berlin-Tempelhof-Schöneberg                           | Jan-Marco Luczak            | 24,6 | Frank-Christian Hansel                     | 11,1 | Sinem Taşan-Funke            | 20,5 | Moritz Sebastian Heuberger | 24,7  | Stanislav Jurk           | 12,1  | Axel Hans-Gerhard Bering          | 2,7 | 4,2      |
| 081 | Berlin-Neukölln                                       | Ottilie Paola Klein         | 19,7 | Robert Alexander Christopher Eschricht     | 13,0 | Hakan Demir                  | 18,8 | Andreas Audretsch          | 11,1  | Ferat Koçak              | 30,0  | Max Klingsporn                    | 1,9 | 5,4      |
| 082 | Berlin-Friedrichshain-Kreuzberg – Prenzlauer Berg Ost | Kevin Kratzsch              | 10,0 | Sibylle Christine Schmidt                  | 7,7  | Carmen Sinnokrot             | 13,1 | Katrin Schmidberger        | 30,6  | Pascal Meiser            | 34,7  | Sven Hoffmeister                  | 2,4 | 1,5      |
| 083 | Berlin-Treptow-Köpenick                               | Dustin Hoffmann             | 14,1 | Michael Walter Gleichmann                  | 20,5 | Ana-Maria Trăsnea            | 8,6  | Annkatrin Esser            | 4,8   | Gregor Florian Gysi      | 41,8  | Sofie-Paulin Nusser               | 1,8 | 8,4      |
| 084 | Berlin-Marzahn-Hellersdorf                            | Mario Czaja                 | 29,2 | Gottfried Justus Immanuel Curio            | 29,5 | Ben Thomas Schneider         | 8,7  | Maren Tepper               | 4,1   | Katalin Gennburg         | 16,8  | Konrad Robert Konstantin Klamann  | 1,3 | 10,4     |
| 085 | Berlin-Lichtenberg                                    | Danny Freymark              | 17,6 | Beatrix Amelie Ehrengard Eilika von Storch | 21,9 | Jan Zimmerling               | 9,0  | Elisabeth Giesemann        | 5,3   | Ines Schwerdtner         | 34,0  | Sören Christian Henschel          | 1,4 | 10,8     |

### Nordrhein-Westfalen
| N.  | Wahlkreis                           | CDU                                    | CDU  | AfD                              | AfD  | SPD                              | SPD  | Grüne                               | Grüne | Linke                        | Linke | FDP                            | FDP | Sonstige |
| N.  | Wahlkreis                           | Kandidat                               | %    | Kandidat                         | %    | Kandidat                         | %    | Kandidat                            | %     | Kandidat                     | %     | Kandidat                       | %   | Sonstige |
| --- | ----------------------------------- | -------------------------------------- | ---- | -------------------------------- | ---- | -------------------------------- | ---- | ----------------------------------- | ----- | ---------------------------- | ----- | ------------------------------ | --- | -------- |
| 086 | Aachen I                            | Armin Laschet                          | 32,3 | —                                | —    | Ye-One Rhie                      | 19,7 | Lukas Benner                        | 27,9  | Fabian Fahl                  | 9,3   | Katharina Willkomm             | 4,2 | 6,5      |
| 087 | Aachen II                           | Catarina dos Santos-Wintz              | 40,1 | —                                | —    | Claudia Moll                     | 30,5 | Anna Kysil                          | 7,5   | Florian Müller               | 7,6   | Natalie Maria Pütz             | 4,7 | 9,6      |
| 088 | Heinsberg                           | Wilfried Oellers                       | 41,5 | Hans Jürgen Spenrath             | 19,8 | Christoph Nießen                 | 19,2 | Inga Maria Menzel                   | 7,6   | Max Winkowski                | 5,8   | Klaus Jürgen Wagner            | 3,0 | 3,1      |
| 089 | Düren                               | Thomas Walther Rachel                  | 39,9 | Nadine Heuser                    | 20,3 | Daniel Walter                    | 22,0 | Katja Bäcker                        | 7,5   | Valentin Raimund Veithen     | 5,6   | Philipp Johannes Klose         | 2,8 | 2,0      |
| 090 | Rhein-Erft-Kreis I                  | Rudolf Georg Kippels                   | 35,0 | Jeremy Jason                     | 16,7 | Aaron Luca Spielmanns            | 26,1 | Björn Leschny                       | 10,2  | Fritz Laser                  | 6,4   | Stefan Westerschulze           | 3,7 | 1,9      |
| 091 | Euskirchen – Rhein-Erft-Kreis II    | Detlef Seif                            | 38,4 | Hans Rüdiger Lucassen            | 18,4 | Andrea Kanonenberg               | 20,7 | Christian Schubert                  | 9,5   | Georg Riemann                | 5,6   | Markus Johannes Herbrand       | 4,1 | 3,3      |
| 092 | Köln I                              | Serap Güler                            | 24,6 | Fabian Jacobi                    | 13,2 | Sanae Abdi                       | 24,9 | Roman Schulte                       | 20,1  | Kalle Gerigk                 | 11,1  | Fardad Hooghoughi              | 3,1 | 3,0      |
| 093 | Köln II                             | Daniel Johannes Otte                   | 28,1 | Christer Cremer                  | 6,0  | Renan Demirkan                   | 16,5 | Sven Lehmann                        | 34,1  | Lea Valeska Anissia Reisner  | 8,6   | Heinz Gerd Kaspar              | 3,8 | 2,9      |
| 094 | Köln III                            | Gisela Maria Manderla                  | 19,4 | Jochen Haug                      | 11,6 | Rolf Heinrich Mützenich          | 25,8 | Katharina Dröge                     | 26,0  | Nadine Mai                   | 11,2  | Maria Katharina Westphal       | 2,8 | 3,1      |
| 095 | Bonn                                | Hendrik Streeck                        | 33,3 | Wolfgang Truckenbrodt            | 8,2  | Jessica Rosenthal                | 21,6 | Katrin Babette Uhlig                | 24,4  | Jürgen Repschläger           | 7,7   | Anna Luisa Heimann             | 2,5 | 2,3      |
| 096 | Rhein-Sieg-Kreis I                  | Elisabeth Winkelmeier-Becker           | 35,6 | Tobias Ebenberger                | 17,5 | Sebastian Hartmann               | 22,4 | Rebecca Stümper                     | 11,2  | Jason Pascal Osterhagen      | 5,7   | Niko Gräfrath                  | 4,3 | 3,2      |
| 097 | Rhein-Sieg-Kreis II                 | Norbert Alois Röttgen                  | 43,8 | Roger Friedrich Nikolaus Beckamp | 14,2 | Ute Krupp                        | 17,8 | Moritz Wächter                      | 12,7  | Heinz-Peter Schulz           | 5,4   | Nicole Westig                  | 3,2 | 2,8      |
| 098 | Oberbergischer Kreis                | Carsten Brodesser                      | 36,9 | Bernd Walter Rummler             | 21,6 | Pascal Reinhardt                 | 20,7 | Sabine Grützmacher                  | 8,8   | Jan Tobias Köstering         | 6,0   | Sebastian Diener               | 3,3 | 2,8      |
| 099 | Rheinisch-Bergischer Kreis          | Caroline Bosbach                       | 42,2 | Harald Weyel                     | 12,4 | Hinrich Walter Johan Schipper    | 18,8 | Maik Außendorf                      | 13,8  | Tomás Marcelo Santillán      | 5,1   | Christian Lindner              | 4,9 | 2,8      |
| 100 | Leverkusen – Köln IV                | Siegmar Heß                            | 25,6 | Yannick Niels Noe                | 15,5 | Karl Wilhelm Lauterbach          | 32,7 | Nyke Slawik                         | 11,0  | Vedat Akter                  | 9,1   | Rolf William Albach            | 3,1 | 3,0      |
| 101 | Wuppertal I                         | Thomas Haldenwang                      | 24,3 | Frank Schnaack                   | 18,3 | Helge Frederik Lindh             | 33,6 | Anja Christiane Liebert             | 8,6   | Till Niklas Sörensen-Siebel  | 9,1   | René Schunck                   | 3,0 | 3,1      |
| 102 | Solingen – Remscheid – Wuppertal II | Jürgen Hardt                           | 32,4 | Tobias Fabian Montag             | 18,5 | Ingo Schäfer                     | 27,4 | Petra Kuhlendahl                    | 8,7   | Rolf Breuer                  | 7,5   | Daniel Markus Schirm           | 3,2 | 2,1      |
| 103 | Mettmann I                          | Klaus Wiener                           | 36,6 | Martin Erwin Renner              | 15,8 | Pat Kreß                         | 22,5 | Dirk Niemeyer                       | 12,5  | Klaus Wockenfoth             | 6,4   | Yannick Hoppe                  | 4,5 | 1,7      |
| 104 | Mettmann II                         | Peter Beyer                            | 35,9 | Hans Bernhard Ulrich             | 17,2 | Kerstin Griese                   | 25,0 | Ophelia Johanna Nick                | 11,1  | Birgit Onori                 | 6,6   | Alexander Steffen              | 3,9 | 0,3      |
| 105 | Düsseldorf I                        | Thomas Jarzombek                       | 36,1 | Marco Paul Vogt                  | 9,8  | Zanda Martens                    | 21,2 | Anas Al-Qura'an                     | 17,4  | Julia Susanne Marmulla       | 7,2   | Moritz Kracht                  | 5,3 | 3,0      |
| 106 | Düsseldorf II                       | Johannes Winkel                        | 28,7 | Andrea Kraljic                   | 13,0 | Adis Selimi                      | 23,1 | Sara Nanni                          | 18,2  | Lisa Schubert                | 9,3   | Lida Azarnoosh                 | 4,1 | 3,6      |
| 107 | Neuss I                             | Carl-Philipp Martin Gerhard Sassenrath | 36,3 | Marcel Titzer                    | 16,9 | Daniel Rinkert                   | 27,1 | Katharina Janetta                   | 8,5   | Roland Sperling              | 7,0   | Bijan Djir-Sarai               | 4,2 | 0,0      |
| 108 | Mönchengladbach                     | Günter Krings                          | 36,4 | Michael Hans-Joachim Immel       | 18,3 | Gülistan Yüksel                  | 26,2 | Kathrin Henneberger                 | 9,9   | —                            | 0,0   | Dirk Hansen                    | 3,3 | 6,0      |
| 109 | Krefeld I – Neuss II                | Ansgar Guido Karl Johannes Heveling    | 37,8 | Frank Markus Wübbeling           | 14,6 | Ina Wilhelmine Spanier-Oppermann | 22,4 | Vincent Franz Lohmann               | 11,0  | Stephan Hagemes              | 6,7   | Otto Fricke                    | 5,5 | 2,0      |
| 110 | Viersen                             | Martin Plum                            | 40,0 | Kay Gottschalk                   | 16,0 | Silke Ursula Depta               | 20,7 | David Neil Nethen                   | 10,6  | Simon Männersdörfer          | 6,2   | Eric Ralph Hugo Scheuerle      | 4,0 | 2,7      |
| 111 | Kleve                               | Stefan Rouenhoff                       | 41,2 | Sven Elbers                      | 16,0 | Bodo Wißen                       | 21,6 | Olaf Joachim Plotke                 | 9,1   | Jolanda Douven               | 5,9   | Daniel Rütter                  | 3,4 | 2,7      |
| 112 | Wesel I                             | Sascha van Beek                        | 34,8 | Adam Balten                      | 17,4 | Kevin Waldeck                    | 28,1 | Karl-Heinz Freckmann                | 8,2   | Manuela Bechert              | 6,1   | Bernd Hermann Heinrich Reuther | 3,6 | 1,9      |
| 113 | Krefeld II – Wesel II               | Kerstin Christiane Radomski            | 32,0 | Hauke Horst Ernst Hans Finger    | 16,9 | Jan Ulrich Dieren                | 30,2 | Ursula Schauws                      | 8,7   | Edith Bartelmus-Scholich     | 6,2   | Florian Philipp Ott            | 3,5 | 2,6      |
| 114 | Duisburg I                          | Dennis Benjamin Schleß                 | 22,0 | Alan Daniel Imamura              | 17,7 | Bärbel Bas                       | 39,0 | Lamya Kaddor                        | 7,8   | Mirze Edis                   | 8,6   | Sven Benentreu                 | 2,4 | 2,4      |
| 115 | Duisburg II                         | Björn Pollmer                          | 19,7 | Sascha Lensing                   | 26,7 | Mahmut Özdemir                   | 33,3 | Felix Banaszak                      | 6,9   | Hüseyin Kenan Aydin          | 9,0   | Markus Giesler                 | 2,2 | 2,3      |
| 116 | Oberhausen – Wesel III              | Simone Tatjana Stehr                   | 26,9 | Uwe Lindackers                   | 21,0 | Dirk Vöpel                       | 31,4 | Franziska Krumwiede-Steiner         | 8,2   | Sascha Heribert Wagner       | 7,8   | Roman Andreas Dirk Müller-Böhm | 2,9 | 1,8      |
| 117 | Mülheim – Essen I                   | Astrid Timmermann-Fechter              | 28,9 | Reinard Johannes Zielke          | 17,4 | Sebastian Fiedler                | 32,6 | Björn Maue                          | 9,2   | Andreas Johren               | 6,8   | Joachim vom Berg               | 3,4 | 1,6      |
| 118 | Essen II                            | Florian Fuchs                          | 24,7 | Guido Reil                       | 23,1 | Ingo Vogel                       | 30,3 | Elke Zeeb                           | 8,2   | Eliseo Francesco Maugeri     | 9,4   | Marcus Fischer                 | 2,4 | 1,9      |
| 119 | Essen III                           | Matthias Hauer                         | 35,7 | Stefan Keuter                    | 11,9 | Albert Ritter                    | 24,7 | Stephan Neumann                     | 15,8  | Tobias Umbreit               | 7,5   | Rüdiger König                  | 3,1 | 1,4      |
| 120 | Recklinghausen I                    | Michael Breilmann                      | 28,8 | Anna Leonore Labitzke Rathert    | 20,2 | Frank Schwabe                    | 33,1 | Regina Heike Weyer                  | 6,8   | Erich Karl Burmeister        | 5,9   | Mathias Leo Richter            | 2,6 | 2,6      |
| 121 | Recklinghausen II                   | Lars Andre Ehm                         | 31,6 | Carsten Hempel                   | 20,8 | Brian Nickholz                   | 29,0 | Robin Conrad                        | 7,2   | Sandra Bücken-Kramps         | 5,8   | Tom-Jonas Roehl                | 2,3 | 3,2      |
| 122 | Gelsenkirchen                       | Sascha Christopher Kurth               | 23,1 | Friedhelm Rikowski               | 25,8 | Markus Töns                      | 31,4 | Irene Mihalic                       | 6,1   | Martin Karl-Heinz Gatzemeier | 8,4   | Marco Buschmann                | 3,3 | 1,9      |
| 123 | Steinfurt I – Borken I              | Jens Georg Spahn                       | 41,8 | Martin Ostermann                 | 15,1 | Sarah Lahrkamp                   | 22,7 | Alexandra Schoo                     | 9,4   | Mareike Hermeier             | 6,0   | Ekkehard Grützner              | 3,4 | 1,6      |
| 124 | Bottrop – Recklinghausen III        | Nicklas Kappe                          | 31,7 | Markus Mellerke                  | 21,0 | Dustin Tix                       | 29,5 | Heinz Peter Müller                  | 6,5   | Uwe Foullong                 | 5,7   | Andreas Josef Bucksteeg        | 2,7 | 2,9      |
| 125 | Borken II                           | Anne König                             | 47,9 | Michael Espendiller              | 12,9 | Nadine Heselhaus                 | 19,6 | Heinrich Josef Rülfing              | 9,6   | Lif Greta Licht              | 5,1   | Karlheinz Busen                | 2,9 | 2,0      |
| 126 | Coesfeld – Steinfurt II             | Marc Henrichmann                       | 45,6 | Erwin August Schwar              | 12,2 | Johannes Waldmann                | 20,3 | Hanna Hüwe                          | 12,8  | Sonja Crämer-Gembalczyk      | 4,6   | Sebastian Dietmar Loest        | 3,2 | 1,4      |
| 127 | Steinfurt III                       | Anja Maria-Antonia Karliczek           | 37,9 | Gunnar Stephan                   | 15,5 | Jürgen Coße                      | 25,2 | Jan-Niclas Gesenhues                | 11,8  | Ulrich Thoden                | 6,0   | Anne Hoss                      | 3,0 | 0,7      |
| 128 | Münster                             | Stefan Nacke                           | 28,5 | Helmut Gerhard Birke             | 6,5  | Svenja Schulze                   | 20,6 | Sylvia Rietenberg                   | 31,2  | Kathrin Gebel                | 6,8   | Franziska Brandmann            | 3,3 | 3,1      |
| 129 | Warendorf                           | Henning Rehbaum                        | 41,7 | Dennis Dinter                    | 16,0 | Dennis Kocker                    | 20,8 | Anja Beiers                         | 10,9  | Selmar Ibrahimović           | 5,6   | Markus Diekhoff                | 2,9 | 2,2      |
| 130 | Gütersloh I                         | Ralph Brinkhaus                        | 41,6 | Kai Röchter                      | 17,1 | Elvan Korkmaz-Emre               | 21,1 | Sebastian Thomas Christian Stölting | 9,0   | Margrit Dorn                 | 5,5   | Patrick Büker                  | 3,1 | 2,6      |
| 131 | Bielefeld – Gütersloh II            | Katharina Kotulla                      | 26,0 | Maximilian Kneller               | 14,3 | Wiebke Esdar                     | 27,2 | Britta Maria Haßelmann              | 16,0  | Onur Ocak                    | 10,1  | Gregor vom Braucke             | 3,0 | 3,3      |
| 132 | Herford – Minden-Lübbecke II        | Joachim Simon Ebmeyer                  | 30,1 | Sebastian Richard Schulze        | 21,3 | Stefan Schwartze                 | 29,2 | Tobias Neumann                      | 7,2   | Jan Frederic Siekmann        | 6,0   | Jens Teutrine                  | 3,3 | 3,0      |
| 133 | Minden-Lübbecke I                   | Oliver Vogt                            | 32,1 | Thomas Röckemann                 | 21,9 | Fabian Golanowsky                | 24,7 | Schahina Gambir                     | 9,3   | Dominik Goertz               | 5,6   | Frank Uwe Schäffler            | 3,4 | 3,0      |
| 134 | Lippe I                             | Kerstin Vieregge                       | 31,3 | Udo Theodor Hemmelgarn           | 21,8 | Julien Pascal Thiede             | 23,5 | Robin Till Nils Johannes Wagener    | 12,1  | Eduard Schneider             | 6,0   | Torben Hunni Hundsdörfer       | 3,0 | 2,1      |
| 135 | Höxter – Gütersloh III – Lippe II   | Christian Karl Friedhelm Haase         | 43,1 | Klaus Lange                      | 20,5 | Katrin Freiberger                | 18,7 | Annegret Dorothea Rehrmann          | 7,5   | Petra Riedel                 | 5,3   | Dennis Niedermark              | 3,1 | 1,8      |
| 136 | Paderborn                           | Carsten Linnemann                      | 45,5 | Alexander Lex                    | 18,3 | Burkhard Karl Erich Blienert     | 15,2 | Peter Altenbernd                    | 10,6  | Charlotte Antonia Neuhäuser  | 6,3   | Alexander Senn                 | 2,4 | 1,8      |
| 137 | Hagen – Ennepe-Ruhr-Kreis I         | Tijen Ataoğlu                          | 28,9 | Michael Eiche                    | 21,4 | Timo Schisanowski                | 25,6 | Thomas Jalili Tanha                 | 8,2   | Jürgen Senge                 | 5,9   | Katrin Helling-Plahr           | 3,4 | 6,5      |
| 138 | Ennepe-Ruhr-Kreis II                | Katja Strauss-Köster                   | 30,9 | Heike Bandmann                   | 16,6 | Inaki Axel Echeverria Stefanski  | 30,0 | Janosch Dahmen                      | 10,3  | Ursula Weiß                  | 6,1   | Anna Patrizia Neumann          | 3,0 | 3,1      |
| 139 | Bochum I                            | Vivienne Chantal Fee Roth              | 24,6 | Knuth Hans-Peter Meyer-Soltau    | 14,1 | Serdar Yüksel                    | 32,7 | Max Lucks                           | 13,7  | Cansin Köktürk               | 9,4   | Léon Beck                      | 2,9 | 2,6      |
| 140 | Herne – Bochum II                   | Christoph Bußmann                      | 23,7 | Daniel Zerbin                    | 21,5 | Hendrik Bollmann                 | 33,5 | Anna Katharina di Bari              | 8,5   | Patrick Gawliczek            | 8,3   | Moritz Ritterswürden           | 2,3 | 2,1      |
| 141 | Dortmund I                          | Sarah Beckhoff                         | 23,7 | Heinrich Theodor Garbe           | 15,9 | Jens Peick                       | 30,6 | Martina Wilken                      | 14,0  | Jan Fritz Leopold Siebert    | 9,2   | Levin Rybak                    | 3,0 | 3,6      |
| 142 | Dortmund II                         | Michael Depenbrock                     | 24,8 | Matthias Helferich               | 18,5 | Sabine Poschmann                 | 32,4 | Hannah Sophia Rosenbaum             | 10,3  | Sonja Janet Lemke            | 9,0   | Nils Mehrer                    | 2,6 | 2,3      |
| 143 | Unna I                              | Tilman Rademacher                      | 29,8 | Friederike Christine Hagelstein  | 18,6 | Oliver Kaczmarek                 | 31,8 | Michael Sacher                      | 9,0   | Oliver Christian Schröder    | 6,1   | Benjamin Lehmkühler            | 2,5 | 2,1      |
| 144 | Hamm – Unna II                      | Arnd Hilwig                            | 30,1 | Georg Paul Schroeter             | 21,5 | Michael Eckhardt Thews           | 32,2 | Nelli Foumba Soumaoro               | 6,4   | Sefika Lucie Maria Minte     | 7,1   | Lucas Slunjski                 | 2,7 | 0,0      |
| 145 | Soest                               | Oliver Reinhold Pöpsel                 | 37,3 | Ulrich von Zons                  | 19,4 | Jens Behrens                     | 22,5 | Sarah Gonschorek                    | 9,6   | Roland Linnhoff              | 5,9   | Fabian Henning Griewel         | 3,9 | 1,3      |
| 146 | Hochsauerlandkreis                  | Joachim-Friedrich Martin Josef Merz    | 47,7 | Bernhard Bühner                  | 15,9 | Dirk Wiese                       | 21,4 | Sandra Stein                        | 6,1   | Lara Kuse                    | 4,7   | Carl-Julius Cronenberg         | 2,5 | 1,7      |
| 147 | Siegen-Wittgenstein                 | Benedikt Büdenbender                   | 34,1 | Christian Zaum                   | 20,5 | Luiza Licina-Bode                | 24,5 | Laura Kraft                         | 7,5   | Katrin Fey                   | 6,4   | Guido Müller                   | 3,2 | 3,9      |
| 148 | Olpe – Märkischer Kreis I           | Florian Matthias Müller                | 42,1 | Horst Karpinsky                  | 20,0 | Nezahat Baradari                 | 20,8 | Matthias Maria Antonius Koch        | 6,3   | Otto Ersching                | 5,1   | Johannes Vogel                 | 3,5 | 2,2      |
| 149 | Märkischer Kreis II                 | Paul Ziemiak                           | 38,8 | Wolfgang Grudda                  | 20,9 | Bettina Lugk                     | 22,7 | Marjan Frauke Eggers                | 6,5   | Jana Norina Finke            | 6,5   | Lydia Timmer                   | 3,0 | 1,5      |

### Sachsen
| N.  | Wahlkreis                              | CDU                      | CDU  | AfD                           | AfD  | SPD                          | SPD  | Grüne                 | Grüne | Linke                        | Linke | FDP                         | FDP | Sonstige |
| N.  | Wahlkreis                              | Kandidat                 | %    | Kandidat                      | %    | Kandidat                     | %    | Kandidat              | %     | Kandidat                     | %     | Kandidat                    | %   | Sonstige |
| --- | -------------------------------------- | ------------------------ | ---- | ----------------------------- | ---- | ---------------------------- | ---- | --------------------- | ----- | ---------------------------- | ----- | --------------------------- | --- | -------- |
| 150 | Nordsachsen                            | Christiane Schenderlein  | 25,0 | René Bochmann                 | 43,8 | Heiko Wittig                 | 10,0 | Kai-Uwe Tüchler       | 2,5   | Peter Neßmann                | 8,4   | Laurenz Frenzel             | 2,1 | 8,3      |
| 151 | Leipzig I                              | Jens Lehmann             | 21,5 | Christian Kriegel (unbesetzt) | 25,0 | Holger Mann                  | 11,7 | Stanislav Elinson     | 7,5   | Nina Treu                    | 21,5  | Alexander Gunkel            | 2,1 | 10,6     |
| 152 | Leipzig II                             | Dietmar Link             | 16,0 | Christoph Neumann             | 18,7 | Nadja Sthamer                | 8,5  | Paula Piechotta       | 10,2  | Sören Pellmann               | 36,8  | Peter Jess                  | 2,0 | 7,7      |
| 153 | Leipzig-Land                           | Jörg Gerd Werner Heuter  | 24,6 | Edgar Naujok                  | 38,2 | Franziska Mascheck           | 10,9 | Tom Pfandt            | 3,5   | Jens Kretzschmar             | 8,7   | Stephan Mielsch             | 2,6 | 11,5     |
| 154 | Meißen                                 | Titus Reime              | 23,8 | Christian Reck                | 45,3 | Leonhard Bernd Weist         | 7,3  | Frank Buchholz        | 4,2   | Jessica Hamann               | 9,4   | Anita Maaß                  | 5,3 | 4,6      |
| 155 | Bautzen I                              | Steffen Roschek          | 24,1 | Karsten Hilse                 | 48,3 | Susanne Kathrin Michel       | 7,1  | Frank Schmidt         | 2,2   | Caren Nicole Lay             | 9,8   | Dietrich Matthias Schniebel | 2,6 | 5,9      |
| 156 | Görlitz                                | Florian Oest             | 24,2 | Tino Chrupalla                | 48,9 | Harald Holger Prause-Kosubek | 6,3  | Monique Hänel         | 3,0   | Gerhard Emil Fuchs-Kittowski | 6,4   | Toralf Einsle               | 1,9 | 9,4      |
| 157 | Sächsische Schweiz-Osterzgebirge       | Peter Darmstadt          | 22,7 | Steffen Janich                | 49,1 | Fabian Funke                 | 8,0  | Matthias Gottschalk   | 3,0   | Jörg Frank Mumme             | 9,1   | Nora Hohlfeld               | 2,8 | 5,3      |
| 158 | Dresden I                              | Markus Alexander Reichel | 27,3 | Thomas Max Ladzinski          | 29,4 | Rasha Nasr                   | 11,7 | Kassem Taher Saleh    | 10,9  | Funda Römer                  | 14,2  | Torsten Herbst              | 3,4 | 3,0      |
| 159 | Dresden II – Bautzen II                | Lars Rohwer              | 24,2 | Matthias Rentzsch             | 29,9 | Stephan Schumann             | 9,4  | Merle Spellerberg     | 11,4  | Clara Anne Bünger            | 16,4  | Benita Horst                | 2,6 | 6,1      |
| 160 | Mittelsachsen                          | Johann Haupt             | 27,0 | Carolin Bachmann              | 45,4 | Ralf Walper                  | 9,1  | Sebastian Walter      | 2,5   | Nicole Weichhold             | 9,0   | Philipp Hartewig            | 2,9 | 4,2      |
| 161 | Chemnitz                               | Nora Seitz               | 21,4 | Eberhardt Alexander Gauland   | 32,2 | Detlef Müller                | 16,7 | Christin Furtenbacher | 4,6   | Marten Richard Henning       | 10,0  | Norma Grube                 | 2,3 | 12,9     |
| 162 | Chemnitzer Umland – Erzgebirgskreis II | Katrin Sophie Pojar      | 27,7 | Maximilian Eugen Krah         | 44,2 | Carlos Kasper                | 11,7 | Bernhard Herrmann     | 2,8   | Frederic Beck                | 10,3  | Billy Bauer                 | 3,4 | 0,0      |
| 163 | Erzgebirgskreis I                      | Alexander Gerd Krauß     | 25,0 | Thomas Eckhard Dietz          | 46,6 | Silvio Heider                | 6,6  | Philipp Riese         | 1,6   | Jennifer Wolf                | 6,8   | Ulrike Harzer               | 2,2 | 11,1     |
| 164 | Zwickau                                | Carsten Körber           | 23,7 | Matthias Moosdorf             | 39,9 | Jens Juraschka               | 9,9  | Manuel Schramm        | 2,3   | Patrick Leonhardt            | 7,5   | Nico Tippelt                | 2,9 | 13,8     |
| 165 | Vogtlandkreis                          | Robert Hochbaum          | 27,0 | Mathias Weiser                | 43,3 | Maik Linke                   | 10,0 | Olaf Horlbeck         | 3,2   | Simon Zwintzscher            | 9,5   | Torsten Schnurre            | 2,4 | 4,5      |

### Hessen
| N.  | Wahlkreis                            | CDU                                     | CDU  | AfD                     | AfD  | SPD                      | SPD  | Grüne                     | Grüne | Linke                             | Linke | FDP                           | FDP | Sonstige |
| N.  | Wahlkreis                            | Kandidat                                | %    | Kandidat                | %    | Kandidat                 | %    | Kandidat                  | %     | Kandidat                          | %     | Kandidat                      | %   | Sonstige |
| --- | ------------------------------------ | --------------------------------------- | ---- | ----------------------- | ---- | ------------------------ | ---- | ------------------------- | ----- | --------------------------------- | ----- | ----------------------------- | --- | -------- |
| 166 | Waldeck                              | Jan-Wilhelm Pohlmann                    | 31,1 | Jan Ralf Nolte          | 21,4 | Esther Dilcher           | 28,2 | Ilka Deutschendorf        | 7,1   | Stefan Markus Giebel              | 5,7   | Jochen Helmut Rube            | 3,3 | 3,2      |
| 167 | Kassel                               | Maik Fariborz Behschad                  | 24,3 | Thomas Gerhard Schenk   | 16,2 | Daniel Bettermann        | 27,7 | Boris Mijatović           | 14,1  | Violetta Bock                     | 11,7  | Jan Peter Terborg             | 2,7 | 3,5      |
| 168 | Werra-Meißner – Hersfeld-Rotenburg   | Wilhelm Gebhard                         | 32,2 | Gerhard Schenk          | 22,6 | Daniel Iliev             | 27,8 | Awet Tesfaiesus           | 5,4   | Silvia Katja Hable                | 5,3   | Alexander Bartholomäus        | 2,4 | 3,9      |
| 169 | Schwalm-Eder                         | Anna-Maria Regina Bischof (unbesetzt)   | 30,1 | Renate Sylvia Glaser    | 24,0 | Philipp Rottwilm         | 28,3 | Maximilian Kohler         | 5,7   | Jürgen Bachmann                   | 5,3   | Andreas Rethagen              | 2,9 | 3,8      |
| 170 | Marburg                              | Stefan Heck                             | 29,1 | Julian Schmidt          | 18,3 | Sören Bartol             | 30,3 | Andreas Lukas May         | 9,1   | Philipp Jacob Henning             | 7,6   | Alexander Maximilian Keller   | 2,3 | 2,7      |
| 171 | Lahn-Dill                            | Johannes Volkmann                       | 34,3 | Klaus Niggemann         | 23,1 | Dagmar Schmidt           | 24,1 | Jan Marien                | 6,8   | Tim-Christopher Sinkel            | 5,3   | Carsten Seelmeyer             | 2,8 | 3,6      |
| 172 | Gießen                               | Frederik Bouffier                       | 30,4 | Robin Jünger            | 19,0 | Felix Maximilian Döring  | 27,8 | Michel Zörb               | 8,6   | Desiree Becker                    | 7,0   | Dennis Pucher                 | 2,8 | 4,4      |
| 173 | Fulda                                | Michael Karl Brand                      | 43,3 | Pierre Lamely           | 22,9 | Christine Ulrike Fischer | 13,6 | Marie-Louise Puls         | 6,6   | Steven Lorenz                     | 4,2   | Philipp Ivo Kratzer           | 3,4 | 5,9      |
| 174 | Main-Kinzig – Wetterau II – Schotten | Johannes Thomas Maria Wiegelmann        | 34,1 | Jürgen Günter Mohn      | 24,9 | Michael Neuner           | 20,5 | Philip Holger Schinkel    | 7,4   | Helge Georg Fitz                  | 4,9   | Markus Alexander Schmidt      | 3,3 | 4,9      |
| 175 | Hochtaunus                           | Markus Benjamin Koob                    | 37,8 | Clemens Johannes Hauk   | 16,5 | David Wade               | 19,5 | Christian Tramnitz        | 12,2  | André Pabst                       | 5,4   | Katja Adler                   | 4,8 | 3,8      |
| 176 | Wetterau I                           | Thomas Pauls                            | 33,7 | Klaus Dieter Herrmann   | 17,5 | Natalie Pawlik           | 25,7 | Joshua Esra Edel          | 9,7   | Lukas Freiberger                  | 5,2   | Peter Heidt                   | 3,9 | 4,3      |
| 177 | Rheingau-Taunus – Limburg            | Klaus-Peter Willsch                     | 36,8 | Jan Hendrik Feser       | 17,3 | Martin Hermann Rabanus   | 22,1 | Ayse Asar                 | 10,8  | Finn Tizian Köllner               | 5,0   | Alexander Müller              | 4,2 | 3,7      |
| 178 | Wiesbaden                            | Stefan Korbach                          | 30,7 | Erich Heinrich Heidkamp | 13,9 | Nadine Ruf               | 22,3 | Panagio Aikaterini Garcia | 14,9  | Daniel Winter                     | 10,5  | Lucas Schwalbach              | 4,1 | 3,7      |
| 179 | Hanau                                | Pascal Reddig                           | 32,0 | Dominik Karsten Asch    | 19,1 | Jan Lennard Oehl         | 25,3 | Mahwish Iftikhar          | 8,6   | Matthias Okon                     | 7,6   | Daniel Alexander Protzmann    | 3,6 | 3,9      |
| 180 | Main-Taunus                          | Norbert Maria Altenkamp                 | 39,8 | Christian Douglas       | 13,1 | Nancy Faeser             | 17,8 | Anna Lührmann             | 14,0  | Thomas Völker                     | 6,0   | Bettina Stark-Watzinger       | 5,4 | 4,0      |
| 181 | Frankfurt am Main I                  | Yannick Schwander (unbesetzt)           | 26,0 | Jörn Bauer              | 10,8 | Armand Zorn              | 25,7 | Deborah Saskia Düring     | 16,2  | Janine Natalie Wißler             | 12,8  | Frank Michael Maiwald         | 4,7 | 3,8      |
| 182 | Frankfurt am Main II                 | Leopold Nikita Vincent Born (unbesetzt) | 27,4 | John Frank Csapó        | 9,2  | Lena Friederike Voigt    | 18,5 | Omid Nouripour            | 26,4  | Michael Müller                    | 9,9   | Thorsten Willibald Lieb       | 4,6 | 3,9      |
| 183 | Groß-Gerau                           | Marcus Kretschmann (unbesetzt)          | 30,3 | Ingeborg Horn-Posmyk    | 16,4 | Melanie Wegling          | 28,9 | Isabel Köhler-Hande       | 8,1   | Jörg Cezanne                      | 8,9   | Stephan Dehler                | 3,4 | 4,1      |
| 184 | Offenbach                            | Björn Manuel Simon                      | 31,2 | Peter Lutz              | 15,2 | Laura Helena Wolf        | 22,2 | Tarek Al-Wazir            | 14,7  | Magdalena Maria Depta-Wollenhaupt | 10,3  | Ernestos Andreas Varvaroussis | 3,8 | 2,4      |
| 185 | Darmstadt                            | Astrid Ursula Luise Mannes (unbesetzt)  | 26,7 | Anja Swars              | 13,6 | Andreas Larem            | 21,1 | Andre Philip Krämer       | 21,7  | Jakob Migenda                     | 7,6   | Viola Gebek                   | 3,3 | 5,9      |
| 186 | Odenwald                             | Patricia Ingrid Lips                    | 34,0 | Helmut Rudolf Klezl     | 18,5 | Jens Zimmermann          | 24,8 | Boris Markus Wilfert      | 9,0   | Christian Ludwig Wallerer         | 6,1   | Mathias Gerald Zeuner         | 3,5 | 4,1      |
| 187 | Bergstraße                           | Michael Günther Meister                 | 36,3 | Thomas Norbert Fetsch   | 20,4 | Sven Wingerter           | 21,0 | Evelyn Berg               | 9,1   | Bruno Schwarz                     | 5,4   | Till Berthold Mansmann        | 3,9 | 3,9      |

### Thüringen
| N.  | Wahlkreis                                                     | CDU                    | CDU  | AfD                      | AfD  | SPD                       | SPD  | Grüne                        | Grüne | Linke                                | Linke | FDP                       | FDP | Sonstige |
| N.  | Wahlkreis                                                     | Kandidat               | %    | Kandidat                 | %    | Kandidat                  | %    | Kandidat                     | %     | Kandidat                             | %     | Kandidat                  | %   | Sonstige |
| --- | ------------------------------------------------------------- | ---------------------- | ---- | ------------------------ | ---- | ------------------------- | ---- | ---------------------------- | ----- | ------------------------------------ | ----- | ------------------------- | --- | -------- |
| 188 | Eichsfeld – Nordhausen – Kyffhäuserkreis                      | David Gregosz          | 27,8 | Christopher Drößler      | 39,5 | Mohamed Fayez Ahmed Sayed | 8,7  | Kai Ernst Ralf Klemm-Lorenz  | 1,8   | Donata Katharina Rebecca Vogtschmidt | 11,9  | Marcel Hardrath           | 2,3 | 7,9      |
| 189 | Eisenach – Wartburgkreis – Unstrut-Hainich-Kreis              | Christian Hirte        | 22,7 | Stefan Möller            | 38,5 | Tina Rudolph              | 11,9 | Heike Erika Strecker         | 2,4   | Michael Lemm                         | 10,1  | Leon Dustin Bender        | 1,5 | 12,9     |
| 190 | Jena – Sömmerda – Weimarer Land I                             | Hendrik Blose          | 18,5 | Stefan Falko Schröder    | 32,5 | Holger Becker             | 11,7 | Heiko Knopf                  | 6,0   | Ralph Lenkert                        | 19,5  | Tim Wagner                | 2,3 | 9,5      |
| 191 | Gotha – Ilm-Kreis                                             | Tankred Schipanski     | 20,0 | Marcus Bühl              | 41,2 | Florian Wagner            | 10,0 | Madeleine Henfling           | 3,0   | Sascha Bilay                         | 12,8  | Martin Mölders            | 2,0 | 11,0     |
| 192 | Erfurt – Weimar – Weimarer Land II                            | Michael Hose           | 16,3 | Alexander Claus          | 26,7 | Carsten Schneider         | 7,9  | Katrin Dagmar Göring-Eckardt | 3,1   | Bodo Ramelow                         | 36,8  | Thomas Leonhard Kemmerich | 1,9 | 7,2      |
| 193 | Gera – Greiz – Altenburger Land                               | Cornelius Golembiewski | 20,0 | Stephan Günther Brandner | 44,8 | Elisabeth Kaiser          | 10,9 | Bernhard Engelbert Stengele  | 1,9   | Frank Tempel                         | 11,9  | Marco Thiele              | 2,3 | 8,3      |
| 194 | Saalfeld-Rudolstadt – Saale-Holzland-Kreis – Saale-Orla-Kreis | Diana Herbstreuth      | 20,6 | Michael Heinz Kaufmann   | 44,5 | Bastian Lutz Günter Dohna | 8,3  | Astrid Matthey               | 2,5   | Mandy Eißing                         | 12,3  | Manuel Metzner            | 2,2 | 9,5      |
| 195 | Suhl – Schmalkalden-Meiningen – Hildburghausen – Sonneberg    | Erik Thürmer           | 19,4 | Robert Teske             | 42,1 | Raimund Meß               | 10,5 | Manfred Robert Kröber        | 1,6   | Philipp Weltzien                     | 10,5  | Gerald Ullrich            | 2,4 | 13,4     |

### Rheinland-Pfalz
| N.  | Wahlkreis                | CDU                                        | CDU  | AfD                       | AfD  | SPD                                | SPD  | Grüne                   | Grüne | Linke                     | Linke | FDP                       | FDP | Sonstige |
| N.  | Wahlkreis                | Kandidat                                   | %    | Kandidat                  | %    | Kandidat                           | %    | Kandidat                | %     | Kandidat                  | %     | Kandidat                  | %   | Sonstige |
| --- | ------------------------ | ------------------------------------------ | ---- | ------------------------- | ---- | ---------------------------------- | ---- | ----------------------- | ----- | ------------------------- | ----- | ------------------------- | --- | -------- |
| 196 | Neuwied                  | Ellen Demuth                               | 35,6 | Andreas Bleck             | 21,0 | Jan Hellinghausen                  | 22,0 | Thorben Thieme          | 6,2   | Julia Eudenbach           | 5,0   | Sandra Weeser             | 3,6 | 6,6      |
| 197 | Ahrweiler                | Mechthild Heil                             | 39,3 | Martin Kallweitt          | 17,9 | Ferdi Akaltin                      | 19,3 | Verena Örenbas          | 9,1   | Lucas Schön               | 5,2   | Ulrich Peter Hermani      | 3,3 | 5,8      |
| 198 | Koblenz                  | Josef Oster                                | 35,7 | Joachim Paul              | 16,1 | Thorsten Rudolph                   | 24,4 | Kim Theisen             | 9,7   | Oliver Antpöhler-Zwiernik | 5,9   | Jonathan Voss             | 3,0 | 5,2      |
| 199 | Mosel/Rhein-Hunsrück     | Marlon Andreas Paul Bröhr                  | 38,2 | Jörg Zirwes               | 19,3 | Umut Kurt                          | 19,3 | Julian-Béla Joswig      | 7,2   | Alexandra Erikson         | 4,6   | Carina Konrad             | 5,4 | 6,0      |
| 200 | Kreuznach                | Julia Klöckner                             | 32,3 | Nicole Höchst             | 21,2 | Joe Weingarten                     | 26,3 | Regine Kircher-Zumbrink | 5,4   | Jürgen Locher             | 4,4   | Patrick Bruns             | 3,3 | 7,3      |
| 201 | Bitburg                  | Patrick Schnieder                          | 40,2 | Boris Schnee              | 16,7 | Lena Heike Werner                  | 20,4 | Stephan Herbert Lequen  | 5,5   | Klaus Becker              | 3,7   | Anna Röhl                 | 3,1 | 10,3     |
| 202 | Trier                    | Dominik Franciszek Sienkiewicz (unbesetzt) | 30,8 | Marcel Philipps           | 14,2 | Verena Ute Hubertz                 | 30,2 | Corinna Martina Rüffer  | 8,3   | Lin Lindner               | 5,0   | Gerd Benzmüller           | 4,0 | 7,5      |
| 203 | Montabaur                | Harald Stefan Orthey                       | 35,7 | Clara Alexander           | 20,5 | Tanja Machalet                     | 23,4 | Yannik Maaß             | 6,3   | Alina Sandrine Ehard      | 5,1   | Pierre Fuchs              | 3,2 | 5,9      |
| 204 | Mainz                    | Ursula Groden-Kranich (unbesetzt)          | 27,3 | Patric Berges             | 10,2 | Daniel Baldy                       | 23,7 | Thorsten Becherer       | 19,1  | Gerhard Max Trabert       | 9,2   | David Dietz               | 3,8 | 6,8      |
| 205 | Worms                    | Jan Metzler                                | 35,3 | Thorsten Alexander Endreß | 20,3 | Markus Trapp                       | 22,2 | Lukas Böhm              | 7,9   | Julia-Christina Stange    | 4,9   | Konstantin Guntrum        | 2,9 | 6,4      |
| 206 | Ludwigshafen/Frankenthal | Sertac Bilgin (unbesetzt)                  | 27,1 | Stefan Scheil             | 23,0 | Christian Willi Heribert Schreider | 26,2 | Armin Jürgen Grau       | 7,7   | Jonas Leibig              | 4,8   | Eric von Nagel            | 3,6 | 7,6      |
| 207 | Neustadt – Speyer        | Johannes Eberhard Steiniger                | 34,7 | Thomas Stephan            | 19,5 | Isabel Larissa Mackensen-Geis      | 21,9 | Misbah Sabeen Khan      | 9,4   | David Christopher Koch    | 3,9   | Bianca Maria Anna Hofmann | 3,1 | 7,4      |
| 208 | Kaiserslautern           | Frank Burgdörfer                           | 24,1 | Sebastian Münzenmaier     | 25,5 | Matthias David Mieves              | 28,0 | Lea Babette Siegfried   | 5,7   | Stefan Glander            | 4,2   | Christian Kopp            | 2,9 | 9,6      |
| 209 | Pirmasens                | Florian Bilic                              | 33,3 | Iris Nieland              | 25,1 | Angelika Glöckner                  | 20,7 | Dominik Peter Fey       | 4,5   | Daniel Melzel             | 3,6   | Anne Oberle               | 3,0 | 9,9      |
| 210 | Südpfalz                 | Thomas Gebhart                             | 38,2 | Bernd Hans Schattner      | 20,0 | Yildiz Härtel                      | 19,2 | Obada Barmou            | 7,7   | Jens Schwaab              | 4,0   | Ralf Alexander Stüber     | 2,6 | 8,2      |

### Bayern
| N.  | Wahlkreis                          | CSU                                | CSU  | AfD                               | AfD  | SPD                                             | SPD  | Grüne                         | Grüne | Linke                                    | Linke | FDP                                          | FDP | Sonstige |
| N.  | Wahlkreis                          | Kandidat                           | %    | Kandidat                          | %    | Kandidat                                        | %    | Kandidat                      | %     | Kandidat                                 | %     | Kandidat                                     | %   | Sonstige |
| --- | ---------------------------------- | ---------------------------------- | ---- | --------------------------------- | ---- | ----------------------------------------------- | ---- | ----------------------------- | ----- | ---------------------------------------- | ----- | -------------------------------------------- | --- | -------- |
| 211 | Altötting                          | Stephan Mayer                      | 43,9 | Andreas Anton Wahrlich            | 23,6 | Jürgen Fernengel                                | 8,7  | Peter Biela                   | 7,6   | Julia Weisenberger                       | 4,3   | Sandra Maria Bubendorfer-Licht               | 2,9 | 9,1      |
| 212 | Erding – Ebersberg                 | Andreas Lenz                       | 45,9 | Manuela Luise Schulz              | 15,6 | Marco Mohr                                      | 10,1 | Christoph Johannes Lochmüller | 13,4  | Tobias Boegelein                         | 3,9   | Martin Stephan Hagen                         | 3,6 | 7,4      |
| 213 | Freising                           | Christian Anton Moser              | 43,1 | Claus Peter Staudhammer           | 18,1 | Andreas Maximilian Mehltretter                  | 11,4 | Leon Eckert                   | 12,6  | Sebastian Emanuel Pisot                  | 4,2   | Vittorino Monti                              | 2,8 | 7,6      |
| 214 | Fürstenfeldbruck                   | Katrin Staffler                    | 42,6 | Jürgen Friedrich Braun            | 14,1 | Michael Schrodi                                 | 15,0 | Britta Jacob                  | 12,0  | Alexander Konstantin Prokopios Bayas     | 3,7   | Susanne Karin Seehofer                       | 4,4 | 8,2      |
| 215 | Ingolstadt                         | Reinhard Brandl                    | 47,1 | Lukas Rehm                        | 20,1 | Nadine Praun                                    | 11,0 | Merlin Georg Friedrich Nagel  | 7,4   | Sarah Vollath                            | 4,0   | Nikita Jan Renner                            | 1,9 | 8,5      |
| 216 | München-Nord                       | Hans Diogenes Theiss               | 32,4 | Christoph Johannes Rätscher       | 9,0  | Philippa Maria Magdalena Patricia Sigl-Glöckner | 19,8 | Frederik Ferid Ostermeier     | 24,2  | Christian Alois Schwarzenberger          | 6,6   | Daniel Wolfgang Föst                         | 4,6 | 3,4      |
| 217 | München-Ost                        | Wolfgang Dieter Stefinger          | 36,3 | Tobias Daniel Teich               | 9,0  | David Christian Rausch                          | 15,5 | Andre Phillipp Hermann        | 24,2  | David Sebastian Briels                   | 6,1   | Mahmut Türker                                | 4,1 | 4,8      |
| 218 | München-Süd                        | Claudia Küng (unbesetzt)           | 30,4 | Wolfgang Wiehle                   | 8,8  | Sebastian Jörg Roloff                           | 14,6 | Jamila Anna Schäfer           | 29,8  | Carmen Maria Elisabeth Fesl              | 5,4   | Julika Muriel Sandt                          | 4,0 | 7,0      |
| 219 | München-West/Mitte                 | Stephan Nikolaus Pilsinger         | 34,7 | —                                 | —    | Seija Anne Knorr-Köning                         | 15,9 | Dieter Gerald Janecek         | 28,9  | Nicole Stephanie Gohlke                  | 6,1   | Lukas Otto Köhler                            | 5,0 | 9,4      |
| 220 | München-Land                       | Florian Peter Hahn                 | 43,1 | Gerold Joachim Otten              | 11,2 | Korbinian Nicholas Rüger                        | 13,3 | Anton Hofreiter               | 19,6  | Katinka Regina Maria Burz                | 4,1   | Thomas Jürgen Klaue                          | 4,3 | 4,4      |
| 221 | Rosenheim                          | Daniela Ludwig                     | 40,9 | Leyla Bilge                       | 18,3 | Reka Molnar                                     | 8,9  | Victoria Broßart              | 12,6  | Ates Nils Gürpinar                       | 4,6   | Marcus Moga                                  | 2,9 | 11,9     |
| 222 | Bad Tölz-Wolfratshausen – Miesbach | Alexander Gamal Radwan             | 46,4 | Ingo Jochen Hahn                  | 16,5 | Raffael Joos                                    | 7,7  | Karl Bär                      | 14,8  | Erich Horst Utz                          | 3,3   | Tim Michael Sachs                            | 3,4 | 7,9      |
| 223 | Starnberg – Landsberg am Lech      | Michael Hannes Kießling            | 42,9 | Alexander Neumeyer                | 12,9 | Carmen Wegge                                    | 12,9 | Petra Verena Machnik          | 16,7  | Bernhard Feilzer                         | 3,4   | Paul Noah Friedrich                          | 3,6 | 7,6      |
| 224 | Traunstein                         | Siegfried Sebastian Walch          | 46,9 | Christoph Birghan                 | 18,0 | Bärbel Kofler                                   | 12,1 | Ulrike Barbara Schweiger      | 8,7   | Rudolf Kreuzeder                         | 4,0   | Albert Walter Duin                           | 1,9 | 8,3      |
| 225 | Weilheim                           | Alexander Dobrindt                 | 45,8 | Rose Gerrit Huy                   | 15,5 | Clemens Andreas Johannes Meikis                 | 9,4  | Christian Athanasius König    | 12,7  | Robert Wilska                            | 4,0   | Jürgen Speer                                 | 4,4 | 8,2      |
| 226 | Deggendorf                         | Thomas Maximilian Erndl            | 43,3 | Petra Katharina Weileder          | 27,0 | Rita Andrea Hagl-Kehl                           | 9,0  | William Sebastian Damm        | 4,7   | Vinojan Vijeyaranjan                     | 2,3   | Muhanad Al-Halak                             | 3,8 | 9,9      |
| 227 | Landshut                           | Florian Oßner                      | 34,2 | Elena Fritz                       | 20,3 | Anja König                                      | 9,1  | Maria Krieger                 | 8,3   | Mascha Buchwald                          | 3,6   | Nicole Anna Elisabeth Bauer                  | 3,1 | 21,4     |
| 228 | Passau                             | Hans Koller                        | 40,8 | Erhard Josef Brucker              | 23,5 | Johannes Schätzl                                | 14,0 | Frederic-Alexej Müller        | 5,2   | Luke Hoß                                 | 2,9   | Jan Christoph Alfred Ernst                   | 2,1 | 11,4     |
| 229 | Rottal-Inn                         | Günter Baumgartner                 | 34,9 | Stephan Protschka                 | 23,1 | Severin Johannes Antonin Eder                   | 7,0  | Marlene Edeltraud Schönberger | 5,4   | Stefan Hemmann                           | 2,9   | Claus Peter Rothlehner                       | 1,8 | 24,8     |
| 230 | Straubing                          | Alois Georg Josef Rainer           | 46,3 | Yannic Elias Liebl                | 26,0 | Marvin Kliem                                    | 7,9  | Feride Niedermeier            | 5,1   | Johannes Jürgen Spielbauer               | 3,1   | Klaus Eugen Herpel                           | 1,9 | 9,6      |
| 231 | Amberg                             | Susanne Hierl                      | 44,5 | Peter Christian Pascal Boehringer | 21,2 | David Tobias Mandrella                          | 10,9 | Peter Gerhard Gürtler         | 6,7   | Marco Winkler                            | 4,0   | Nils Jan Gründer                             | 2,6 | 10,1     |
| 232 | Regensburg                         | Peter Aumer                        | 38,3 | Carina Schießl                    | 17,9 | Carolin Wagner                                  | 13,0 | Stefan Schmidt                | 13,1  | Sebastian Thomas Wanner                  | 4,6   | Ulrich Werner Maria Lechte                   | 2,5 | 10,6     |
| 233 | Schwandorf                         | Martina Englhardt-Kopf             | 42,2 | Reinhard Wilhelm Mixl             | 27,0 | Marianne Schieder                               | 13,9 | Tina Winklmann                | 4,1   | Tobias Mainka                            | 2,7   | Ileana-Valeria Pößl                          | 1,9 | 8,3      |
| 234 | Weiden                             | Albert Robert Rupprecht            | 43,5 | Manfred Leonhard Schiller         | 23,0 | Gregor Johannes Forster                         | 12,0 | Anneliese Droste              | 4,9   | Julia Anna Neumann                       | 4,1   | Theodor Alexander Klotz                      | 3,0 | 9,5      |
| 235 | Bamberg                            | Thomas Silberhorn                  | 39,4 | Michael Adam Weiß                 | 18,7 | Andreas Schwarz                                 | 14,6 | Lisa Hildegard Badum          | 13,4  | Jan Jaegers                              | 5,1   | Sebastian Michael Körber                     | 3,0 | 5,8      |
| 236 | Bayreuth                           | Silke Launert                      | 44,5 | Tobias Matthias Peterka           | 18,8 | Anette Kramme                                   | 14,3 | Inken Bößert                  | 8,2   | Jannick Metz                             | 4,6   | Thomas Hacker                                | 2,8 | 6,8      |
| 237 | Coburg                             | Jonas Alexander Tecumseh Geissler  | 41,9 | Michael Theodor Gebhardt          | 20,9 | Jonas Bastian Eckstein                          | 14,4 | Johannes Wagner               | 8,5   | Gustav Müller                            | 3,9   | Oliver Ramm                                  | 1,9 | 8,4      |
| 238 | Hof                                | Heiko Hain                         | 40,4 | Oliver Koller                     | 23,8 | Jörg Mathias Nürnberger                         | 17,8 | Harald Jürgen Schmalfuß       | 5,0   | Janson Damasceno da Costa e Silva        | 4,5   | Stefan Heindl                                | 2,5 | 6,1      |
| 239 | Kulmbach                           | Emmi Zeulner                       | 49,3 | Sebastian Johannes Görtler        | 21,8 | Ali-Cemil Sat                                   | 9,4  | Thomas Josef Ochs             | 6,6   | Oswald Emil Greim                        | 3,8   | Kevin Blechschmidt                           | 2,0 | 7,1      |
| 240 | Ansbach                            | Artur Friedrich Auernhammer        | 41,8 | Stefan Wigler                     | 21,3 | Daniel Mirlach                                  | 13,2 | Sebastian Hermann Amler       | 9,0   | Nadja Gschwendtner                       | 4,7   | Franziska Kremer                             | 2,6 | 7,6      |
| 241 | Erlangen                           | Konrad Körner                      | 35,9 | Robert Aust                       | 14,0 | Martina Stamm-Fibich                            | 17,3 | Paulus Maximilian Guter       | 18,2  | Lukas Jakob Eitel                        | 5,6   | Leif Erik Persson                            | 2,9 | 5,9      |
| 242 | Fürth                              | Tobias Winkler                     | 37,4 | Bastian Treuheit                  | 18,5 | Carsten Dietmar Träger                          | 17,9 | Kamran Michael Salimi         | 10,9  | Niklas Haupt                             | 6,1   | Daniel René Bayer                            | 2,9 | 6,3      |
| 243 | Nürnberg-Nord                      | Sebastian Alfred Brehm (unbesetzt) | 30,2 | Roland Alexander Hübscher         | 12,0 | Gabriela Heinrich                               | 17,8 | Rebecca Lenhard               | 21,6  | Titus Schüller                           | 9,8   | Katja Hessel                                 | 3,3 | 5,4      |
| 244 | Nürnberg-Süd                       | Michael Edwin Frieser              | 36,0 | Klaus Fiegl                       | 20,0 | Thomas Grämmer                                  | 17,8 | Sascha Müller                 | 10,8  | Kathrin Flach Gomez                      | 8,0   | Lisa-Marie Pischel                           | 2,6 | 4,8      |
| 245 | Roth                               | Ralph René Edelhäußer              | 42,9 | Klaus Peter Norgall               | 16,9 | Jan Heinz Stefan Plobner                        | 13,0 | Bianca Pircher                | 12,3  | Evelyn Schötz                            | 5,1   | Kristine Lütke                               | 2,8 | 7,0      |
| 246 | Aschaffenburg                      | Andrea Lindholz                    | 43,8 | Joachim Josef Rausch              | 18,4 | Manuel Stefan Michniok                          | 12,3 | Niklas Wagener                | 11,8  | Florian Simon Hofmann                    | 4,8   | Karsten Franziskus Klein                     | 3,3 | 5,5      |
| 247 | Bad Kissingen                      | Dorothee Gisela Renate Maria Bär   | 50,5 | —                                 | —    | Sabine Dittmar                                  | 14,5 | Christian Andreas Ruser       | 6,1   | Florian Beck                             | 5,8   | Maximilian Karl Schenk Graf von Stauffenberg | 4,9 | 18,2     |
| 248 | Main-Spessart                      | Alexander Hoffmann                 | 45,5 | Kerim Denis Erdem                 | 18,1 | Bernd Ferdinand Rützel                          | 15,7 | Peter Weis                    | 8,4   | Andreas Adrian                           | 4,1   | Noah Winfried Kirchgeßner                    | 2,3 | 5,9      |
| 249 | Schweinfurt                        | Anja Weisgerber                    | 43,4 | Bernd Willi Karl Schuhmann        | 20,8 | Markus Klaus Hümpfer                            | 13,4 | Stefan Rudolf Leo Weidinger   | 7,9   | Agnes Maria Conrad                       | 4,7   | Michael Mörer                                | 2,5 | 7,3      |
| 250 | Würzburg                           | Hülya Düber                        | 39,1 | Federico Karl-Heinz Beck          | 13,0 | Katharina Räth                                  | 13,8 | Jessica Berta Hecht           | 19,1  | Aaron Valent                             | 5,1   | Andrew John Ullmann                          | 4,2 | 5,7      |
| 251 | Augsburg-Stadt                     | Volker Michael Ullrich (unbesetzt) | 31,1 | Raimond Christian Scheirich       | 17,3 | Ulrike Bahr                                     | 14,1 | Claudia Benedikta Roth        | 20,6  | Elisabeth Pauline Santoschama Wiesholler | 7,4   | Maximilian Ludwig Funke genannt Kaiser       | 2,8 | 6,8      |
| 252 | Augsburg-Land                      | Hansjörg Durz                      | 44,5 | Gabrielle Mailbeck                | 18,9 | Heike Heubach                                   | 12,7 | Helmut Horst-Werner Schmidt   | 9,2   | Markus Rainer Reinthaler                 | 3,9   | Birgit Geier                                 | 2,8 | 8,0      |
| 253 | Donau-Ries                         | Ulrich Josef Lange                 | 45,1 | Andreas Mayer                     | 21,5 | Christoph Florian Schmid                        | 12,1 | Adrian Lund                   | 5,8   | Leon Florian                             | 3,4   | Hans-Peter Posch                             | 2,4 | 9,8      |
| 254 | Neu-Ulm                            | Alexander Karl Engelhard           | 42,5 | Gerd Michael Mannes               | 23,7 | Andreas Büch                                    | 10,6 | Alpay Artun                   | 8,4   | Vincent Le Claire                        | 4,5   | Henrik Hecht                                 | 2,9 | 7,5      |
| 255 | Memmingen – Unterallgäu            | Florian Johannes Dorn              | 43,8 | Simon Kuchlbauer                  | 22,7 | Marcel Keller                                   | 9,5  | Joachim Linse                 | 8,1   | Jennifer Merx                            | 4,6   | Daniel Steffen                               | 2,9 | 8,3      |
| 256 | Oberallgäu                         | Mechthilde Wittmann                | 36,8 | Rainer Rothfuß                    | 16,7 | Konstantin Plappert                             | 8,4  | Andrea Wörle                  | 12,4  | Gabriel Bruckdorfer                      | 3,9   | Stephan Thomae                               | 4,3 | 17,5     |
| 257 | Ostallgäu                          | Stephan Stracke                    | 45,5 | Wolfgang Bernd Dröse              | 19,6 | Regina Michaela Renner                          | 9,9  | Maria Ingrid Wißmiller        | 10,4  | Ralf Lehnhard                            | 4,5   | Marcus Prost                                 | 2,6 | 7,5      |

### Baden-Württemberg
| N.  | Wahlkreis                   | CDU                                      | CDU  | AfD                         | AfD  | SPD                               | SPD  | Grüne                         | Grüne | Linke                              | Linke | FDP                             | FDP | Sonstige |
| N.  | Wahlkreis                   | Kandidat                                 | %    | Kandidat                    | %    | Kandidat                          | %    | Kandidat                      | %     | Kandidat                           | %     | Kandidat                        | %   | Sonstige |
| --- | --------------------------- | ---------------------------------------- | ---- | --------------------------- | ---- | --------------------------------- | ---- | ----------------------------- | ----- | ---------------------------------- | ----- | ------------------------------- | --- | -------- |
| 258 | Stuttgart I                 | Elisabeth Schick-Ebert                   | 28,3 | Steffen Siggi Degler        | 8,6  | Anna Lucia Schanbacher            | 15,7 | Simone Fischer                | 28,3  | Luigi Pantisano                    | 8,8   | Judith Sandra Skudelny          | 5,8 | 4,5      |
| 259 | Stuttgart II                | Maximilian Rick Mörseburg (unbesetzt)    | 30,4 | Michael Hans Mayer          | 14,6 | Dietmar Richard Bulat             | 15,9 | Anna Maria Christmann         | 21,3  | Aynur Karlikli                     | 9,0   | Mark Julian Wieczorrek          | 4,2 | 4,7      |
| 260 | Böblingen                   | Marc Josef Biadacz                       | 37,3 | Markus-Cornel Frohnmaier    | 17,1 | Jasmina Hostert                   | 16,8 | Tobias Björn Bacherle         | 13,5  | Thomas Markus Walz                 | 4,9   | Mark Florian Martin Toncar      | 6,1 | 4,3      |
| 261 | Esslingen                   | David Sebastian Preisendanz              | 37,0 | Stefan Andreas Wischniowski | 15,7 | Argyri Paraschaki-Schauer         | 16,2 | Sebastian Schäfer             | 15,5  | Martin Helmut Auerbach             | 6,6   | Laura Hahn                      | 4,3 | 4,6      |
| 262 | Nürtingen                   | Matthias Fabian Hiller                   | 37,7 | Christof Helmut Deutscher   | 17,8 | Nils Hermann Schmid               | 16,4 | Matthias Michael Gastel       | 14,4  | Clara Johanna Ruth Françoise Meier | 5,4   | Renata Alt                      | 5,3 | 3,0      |
| 263 | Göppingen                   | Hermann Klaus Färber                     | 37,1 | Hans-Jürgen Hilmar Goßner   | 22,6 | Franziska Blessing                | 17,0 | Moritz Casimir Franz-Gerstein | 9,3   | Sabine Schapke                     | 4,8   | Anna Marie Ortwein              | 4,1 | 5,2      |
| 264 | Waiblingen                  | Christina Daniela Stumpp                 | 37,7 | Lars Haise                  | 18,1 | Urs Jakob Abelein                 | 17,2 | Sarah Heim                    | 12,4  | Avra Emin                          | 5,3   | Stephan Seiter                  | 5,7 | 3,7      |
| 265 | Ludwigsburg                 | Steffen Rudi Bilger                      | 36,5 | Martin Alexander Hess       | 16,9 | Macit Karaahmetoğlu               | 15,2 | Sandra Detzer                 | 16,0  | Nadja Schmidt                      | 6,2   | Oliver Wolfgang Hermann Martin  | 5,1 | 4,0      |
| 266 | Neckar-Zaber                | Fabian Benedikt Meinrad Gramling         | 39,3 | Dieter Kurt August Glatting | 19,5 | Mario Sickinger                   | 15,0 | Lars Maximilian Schweizer     | 11,6  | Julia Helga Cosima Schlembach      | 5,1   | Andrey Belkin                   | 4,0 | 5,6      |
| 267 | Heilbronn                   | Alexander Richard Throm                  | 35,0 | Jürgen Kögel                | 25,1 | Jens Schäfer                      | 15,5 | Jonathan Ebert                | 8,6   | Andreas Christoph Mössinger        | 6,0   | Michael Georg Link              | 5,1 | 4,8      |
| 268 | Schwäbisch Hall – Hohenlohe | Christian Alexander Freiherr von Stetten | 36,4 | Benjamin Pascal Götz        | 24,0 | Kevin Leiser                      | 14,9 | Harald Ebner                  | 10,0  | Ellena Nilima Schumacher-Koelsch   | 4,8   | Valentin Christian Abel         | 4,5 | 5,3      |
| 269 | Backnang – Schwäbisch Gmünd | Ingeborg Gabriele Gräßle                 | 36,6 | Ruben Nicolas Benjamin Rupp | 23,4 | Tim-Luka Schwab                   | 16,4 | Ricarda Lang                  | 10,7  | Nina Victoria Eisenmann            | 5,2   | Ruben Christian Hühnerbein      | 4,0 | 3,8      |
| 270 | Aalen – Heidenheim          | Roderich Kiesewetter                     | 41,4 | Jürgen Müller               | 23,1 | Cornelia Almuth True              | 14,1 | Jeannette Monika Behringer    | 8,3   | Thomas Jensen                      | 5,0   | Chris-Robert Berendt            | 3,6 | 4,5      |
| 271 | Karlsruhe-Stadt             | Tobias Emanuel Bunk                      | 23,6 | Marc Albert Bernhard        | 13,7 | Parsa Marvi                       | 15,3 | Zoe Mayer                     | 30,6  | Marcel Karl Bernhard Bauer         | 8,0   | Philipp Berner                  | 3,8 | 4,9      |
| 272 | Karlsruhe-Land              | Nicolas Benjamin Zippelius               | 39,2 | Thomas Möckel               | 18,5 | Assad Hussain                     | 15,0 | Sebastian Andrè Grässer       | 13,0  | Jürgen Christoph Creutzmann        | 5,1   | Sebastian Weber                 | 4,2 | 5,1      |
| 273 | Rastatt                     | Kai Thorsten Whittaker                   | 38,9 | Alexander Arpaschi          | 22,2 | Lukas Johannes Hornung            | 15,1 | Frank Konrad Brede            | 11,2  | Lothar Fritz Tatzik                | 4,7   | Dominic Frank                   | 3,5 | 4,4      |
| 274 | Heidelberg                  | Alexander Paul Föhr (unbesetzt)          | 29,2 | Malte Kaufmann              | 12,0 | Tim Manfred Tugendhat             | 15,9 | Franziska Katharina Brantner  | 27,7  | Sahra Mirow                        | 7,1   | Dennis Tim Nusser               | 3,7 | 4,5      |
| 275 | Mannheim                    | Melis Sekmen (unbesetzt)                 | 24,7 | Heinrich Friedrich Koch     | 17,9 | Isabel Andrea Cademartori Dujisin | 22,5 | Nina Uschi Elke Wellenreuther | 18,1  | Gökay Akbulut                      | 8,0   | Konrad Johann Lorenz Stockmeier | 4,2 | 4,6      |
| 276 | Odenwald – Tauber           | Nina Ingrid Warken                       | 42,8 | Johann Martel               | 23,0 | Philipp Hensinger                 | 14,1 | Horst Marco Berger            | 7,8   | Robert Binder                      | 4,5   | Mirwais Wafa                    | 3,1 | 4,5      |
| 277 | Rhein-Neckar                | Moritz Paul Georg Oppelt (unbesetzt)     | 34,4 | Achim Köhler                | 20,4 | Lars Dietmar Castellucci          | 20,4 | Jürgen Kretz                  | 11,0  | Justus Heine                       | 5,1   | Jens Brandenburg                | 4,3 | 4,4      |
| 278 | Bruchsal – Schwetzingen     | Olav Steffen Gutting                     | 36,1 | Tobias Dammert              | 22,2 | Nezaket Yildirim                  | 16,3 | Thomas Rink                   | 10,7  | Mara Zeltmann                      | 5,2   | Christian Michael Melchior      | 4,2 | 5,2      |
| 279 | Pforzheim                   | Gunther Krichbaum                        | 37,1 | Diana Zimmer                | 26,9 | Katja Wilma Mast                  | 21,1 | —                             | —     | Helmut Kuntschner                  | 6,4   | Rainer Klaus Semet              | 5,5 | 3,1      |
| 280 | Calw                        | Klaus Jürgen Mack                        | 39,0 | Raimond Richard Lamparter   | 24,2 | Saskia Christina Esken            | 12,9 | Thea Thuy Nga Trinh           | 8,1   | Thomas Hanser                      | 3,9   | Jan Felix Stöffler              | 4,2 | 7,6      |
| 281 | Freiburg                    | Klaus Thomas Schüle                      | 24,5 | Martina Rose-Marie Kempf    | 10,3 | Ludwig Striet                     | 15,7 | Chantal Johanna Siglinde Kopf | 32,5  | Vinzenz Hans Glaser                | 10,0  | Ruben Leonhard Schäfer          | 2,8 | 4,2      |
| 282 | Lörrach – Müllheim          | Stefan Glaser (unbesetzt)                | 33,2 | Marco Manuel Näger          | 17,6 | Julian Alexander Wiedmann         | 17,3 | Jasmin Ateia                  | 15,7  | Marcell Menzel                     | 6,1   | Amir Ismaili                    | 3,1 | 7,0      |
| 283 | Emmendingen – Lahr          | Yannick Bury                             | 37,0 | Michael Joachim Blos        | 19,0 | Johannes Fechner                  | 22,2 | Susanne Floß                  | 10,1  | Amelie Quotadamo                   | 4,7   | Eileen Vanessa Lerche           | 3,1 | 3,8      |
| 284 | Offenburg                   | Johannes Rothenberger                    | 38,2 | Taras Maygutiak             | 20,7 | Dirk Flacke                       | 13,0 | Ann-Margret Amui-Vedel        | 12,3  | Amelie Anouk Vollmer               | 5,4   | Martin Thomas Gaßner-Herz       | 4,5 | 5,9      |
| 285 | Rottweil – Tuttlingen       | Maria-Lena Weiss                         | 38,9 | Joachim Ralf Josef Bloch    | 27,5 | Mirko Wilko Witkowski             | 11,1 | Andreas Ragoschke-Schumm      | 7,8   | Anastacia Lausen                   | 4,5   | Andreas Anton                   | 5,5 | 4,7      |
| 286 | Schwarzwald-Baar            | Thorsten Frei                            | 42,3 | Sebastian Zacharias van Ryt | 22,4 | Derya Türk-Nachbaur               | 14,9 | Marin Juric                   | 7,7   | Heinrich Alexandra Hermann         | 4,1   | Mark Steffen Hohensee           | 3,5 | 5,1      |
| 287 | Konstanz                    | Andreas Jung                             | 37,7 | Bernhard Albert Eisenhut    | 17,4 | Lina Seitzl                       | 15,6 | Rosa Valerie Buß              | 15,0  | Lars Hofmann                       | 5,9   | Ann-Veruschka Jurisch           | 4,3 | 4,1      |
| 288 | Waldshut                    | Felix Schreiner                          | 37,7 | Andrea Susanne Zürcher      | 18,5 | Rita Berta Schwarzelühr-Sutter    | 18,7 | Jan-Lukas Schmitt             | 11,6  | Julian Besemann                    | 4,7   | Nathalie Wagner                 | 3,6 | 5,2      |
| 289 | Reutlingen                  | Michael Donth                            | 38,5 | Rudolf Grams                | 19,8 | Sebastian Weigle                  | 13,7 | Jaron Immer                   | 12,7  | Anne Theresa Zerr                  | 5,6   | Pascal Felix Ernst Kober        | 5,6 | 4,3      |
| 290 | Tübingen                    | Christoph Daniel Naser (unbesetzt)       | 31,7 | Daniel Winkler              | 15,6 | Florian Christoph Zarnetta        | 13,0 | Gülay Asli Kücük              | 24,7  | Ralf Wolfgang Jaster               | 6,2   | Julian Simon Grünke             | 3,6 | 5,2      |
| 291 | Ulm                         | Ronja Helene Kemmer                      | 38,8 | Daniel Rottmann             | 18,5 | Sebastian Gillmeister             | 13,4 | Marcel Emmerich               | 15,5  | Leopold Hurst                      | 5,0   | Anke Hillmann-Richter           | 3,5 | 5,3      |
| 292 | Biberach                    | Wolfgang Jochen Dahler                   | 40,9 | Paula Agathe Gulde          | 22,4 | Martin Gerster                    | 12,7 | Anja Margrit Reinalter        | 10,3  | Maximilian Krippner                | 3,8   | Ben Dippe                       | 3,9 | 6,1      |
| 293 | Bodensee                    | Volker Fred Mayer-Lay                    | 40,0 | Alice Elisabeth Weidel      | 20,4 | Leon Maria Michael Hahn           | 15,3 | Ahmad Al Hamidi               | 12,7  | Peter Andreas Reich                | 4,2   | Akif Akyildiz                   | 3,2 | 4,2      |
| 294 | Ravensburg                  | Axel Karl Müller                         | 38,7 | Christoph Högel             | 18,6 | Heike Engelhardt                  | 11,0 | Agnes Monika Brugger          | 15,2  | Moritz Fischinger                  | 6,3   | Benjamin Strasser               | 5,7 | 4,5      |
| 295 | Zollernalb – Sigmaringen    | Thomas Bareiß                            | 37,1 | Lukas Bruno von Berg        | 26,2 | Robin Mesarosch                   | 19,6 | Simon Sebastian Dario Schutz  | 5,3   | Elena Dao Krein                    | 4,0   | Boris Kraft                     | 4,2 | 3,6      |

### Saarland
| N.  | Wahlkreis   | CDU                          | CDU  | AfD                       | AfD  | SPD                         | SPD  | Grüne                            | Grüne | Linke               | Linke | FDP                          | FDP | Sonstige |
| N.  | Wahlkreis   | Kandidat                     | %    | Kandidat                  | %    | Kandidat                    | %    | Kandidat                         | %     | Kandidat            | %     | Kandidat                     | %   | Sonstige |
| --- | ----------- | ---------------------------- | ---- | ------------------------- | ---- | --------------------------- | ---- | -------------------------------- | ----- | ------------------- | ----- | ---------------------------- | --- | -------- |
| 296 | Saarbrücken | Yvonne Brück                 | 24,8 | Boris Gamanov             | 20,6 | Josephine Loulou Ortleb     | 32,4 | Jeanne Marie Aline Dillschneider | 7,4   | Jasmin Pies         | 8,5   | Roland Helmut Horst König    | 3,6 | 2,8      |
| 297 | Saarlouis   | Philip Maria Albert Hoffmann | 31,8 | Carsten Roland Becker     | 21,9 | David Joachim Wilfried Maaß | 28,3 | Volker Manfred Morbe             | 4,8   | Peter Maria Michely | 6,7   | Gudrun Bierbrauer-Haupenthal | 3,2 | 3,2      |
| 298 | St. Wendel  | Roland Theis                 | 33,9 | Rüdiger Matthias Klesmann | 20,5 | Christian Petry             | 28,6 | Julian Elias Bonenberger         | 3,8   | Karl-Peter Scheit   | 5,8   | Oliver Luksic                | 3,8 | 3,7      |
| 299 | Homburg     | Markus Alexander Uhl         | 28,0 | Olexij Shvydkyi           | 23,4 | Esra-Leon Ruben Limbacher   | 30,5 | Carolin De Marino                | 4,4   | Michael Rudi Arndt  | 6,6   | Klaus Peter Kieser           | 3,2 | 3,8      |

Anmerkung:
  